# 费多尔·冯·博克
莫里茲·阿爾布雷希特·弗里德里希·弗朗茲·費多爾·馮·波克（1880年12月3日—1945年5月4日）是第二次世界大戰期間的德國陸軍元帥。波克曾在第一次世界大戰中因表現優異而獲得了功勳勳章，並在戰後成為威瑪防衛軍限額的4,000名軍官一員。在約20年的戰間期間，波克的軍事地位逐漸高陞，1937年時他成為了德軍中資歷僅次於威爾納·馮·弗里奇與格特·馮·倫德斯特的第3號人物。二戰爆發後，波克先於1939年波蘭戰役中指揮北方集團軍；1940年波克再於西線攻勢中指揮B集團軍；1941年波克再度擔任中央集團軍司令，為入侵蘇聯的作戰：「巴巴羅薩行動」的主力。
在蘇德戰爭爆發初期，波克指揮中央集團軍完成了數個重大的包圍與殲滅會戰，俘虜與擊潰超過百萬名蘇軍，但到了1941年9月中央集團軍在波克的反對下被抽調裝甲部隊至其他戰線，延遲了對蘇聯首都莫斯科的攻擊時間，使蘇軍得以組織、集結部隊和設置防線，当地的冬季亦到來，而德軍莫斯科前線部隊並未獲得冬季裝備，攻擊力度盡失。不久蘇軍自遠東調來的生力軍發動反攻，德軍節節敗退，而主張儘快撤退的波克則被阿道夫·希特勒解職，征服莫斯科失敗的「颱風行動」也成為了前者最為有名的指揮事例。
1942年初波克再度出任南方集團軍總司令，後又為B集團軍司令，指揮藍色方案，但到了7月13日，波克因部隊進展過慢，引起希特勒不滿而被免職，從此便再未獲啟用。在戰爭最後幾天的1945年5月3日波克與其妻子和女兒於乘車前往漢堡的路上被英國的戰鬥轟炸機掃射，乘客全數身受重傷，波克本人則在隔天於歐登堡的醫院中去世，他也因此成為了納粹德國唯一一位被盟軍擊斃的元帥。

## 早年

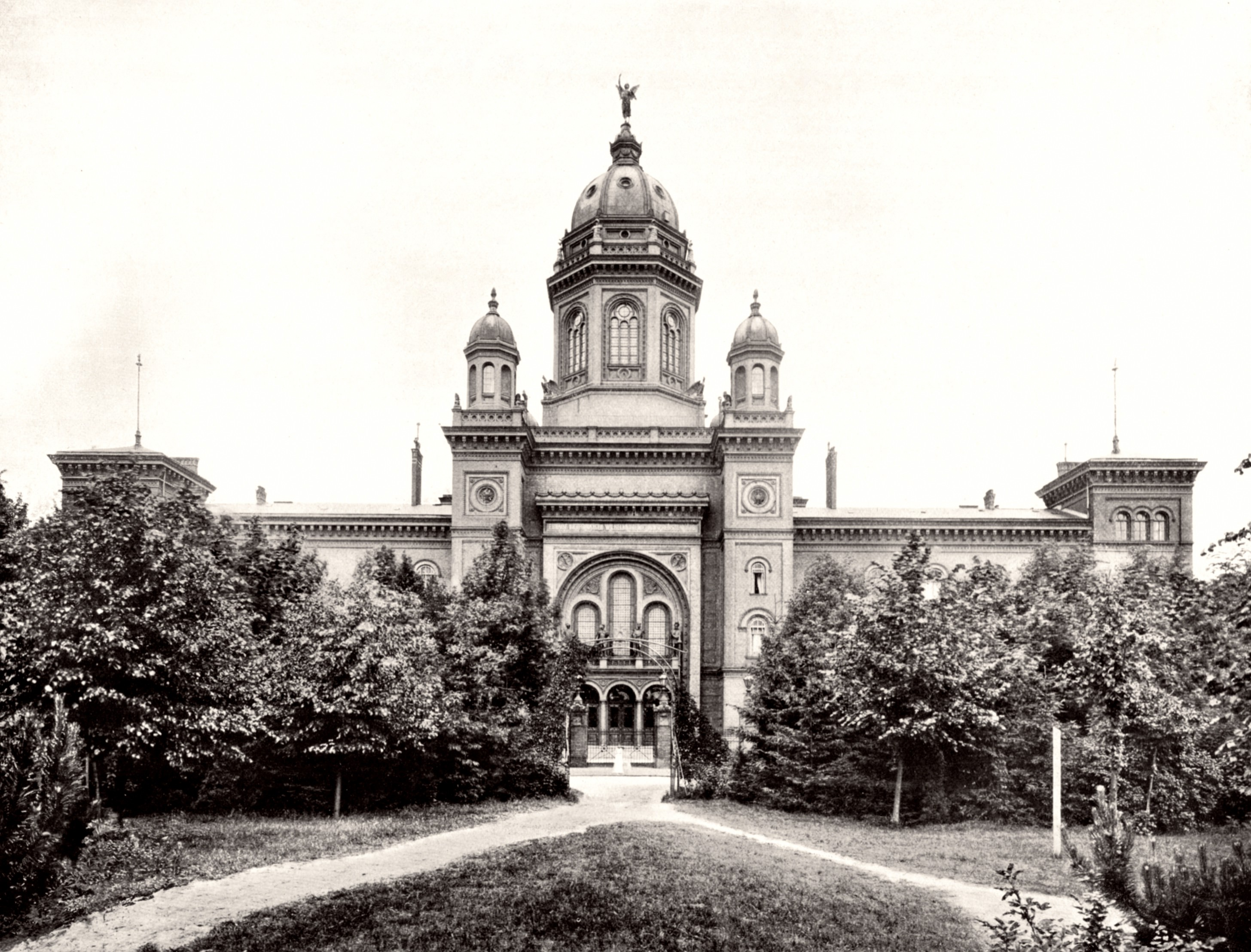
1900年的柏林大光野普魯士軍官軍校。

波克出生於布蘭登堡省的屈斯特林，該地是一個古老的城堡，位於柏林東方的奧得河畔。波克的家庭是一個普魯士新教貴族，有著可追溯到條頓武士時代的古老軍事傳統。波克的曾祖父曾在腓特烈大帝的軍隊中服役，祖父弗里德里希·威廉·波克（Friedrich Wilhelm Bock，1780年5月25日–1838年2月1日）則是普魯士軍駐耶拿的少校，曾擔任駐馬德堡的軍隊副司令職務，妻子為阿爾貝丁·馮·豪登查米（Albertine von Hautcharmoy，1800年6月16日–1876年1月11日）。父親卡爾·莫里茲·馮·波克（Karl Moritz von Bock，1828年1月15日–1897年4月16日）是普法戰爭時的一位軍官，後被晉升為少將，並曾任托尔高的指揮官。卡爾曾在聖康坦戰役中指揮第44步兵團，後在身受重傷的情況下繼續指揮，使第44步兵團最終得以於法耶一地重挫法軍。因卡爾對普軍的勝利有功，受軍團司令奧古斯都·卡爾·馮·哥埃本推薦獲頒功勳勳章，但普魯士國王威廉一世決定以加封頭銜代替獎勵，因此在1873年1月19日，卡爾被加封為貴族。
波克的母親為奧爾加·海涅·福朗西斯卡·馮·法金漢（Olga Helene Fransziska Freifrau von Falkenhayn，1851年3月4日–1919年12月14日），她是俄羅斯和德國出身的貴族，具有女爵頭銜，同時也是未來德國參謀總長—埃里希·馮·法金漢的姊姊。卡爾與奧爾加於1873年10月19日結婚，育有兩個兒子—波克與他的兄長費多爾·法朗茲·卡爾（Fedor Franz Karl，1876年2月6日–1943年12月3日），由於波克的家族與俄羅斯貴族關係密切，因此依照傳統地被賦予了俄羅斯名字—「費多爾」。日後波克之兄成了德軍第3軍團的參謀將軍，並與波克一樣，獲得了功勳勳章。
在波克出生前10年，德意志帝國完成了統一，當時國內軍國主義相當興盛，故波克在8歲的時候就被送到柏林大光野的普魯士王家中央軍官學院就讀，與後來的元帥君特·馮·克魯格與武裝親衛隊大將保羅·豪塞爾為同班同學，由於波克親切的性格，同學們都以「小波克」（Böckchen）稱呼他。波克的課業成績相當突出，包括現代語言、數學和歷史都相當優異，並能說流利的俄語、法語與英語。由於家庭與學校的影響，忠於國家和以軍職奉獻一生的思想深深穩固在波克心裡，這在往後二戰其指揮風格中不時地顯現出來。波克於1897年成為了駐坡茲坦帝國步兵警團候補軍官，1898年3月15日起正式任官，階級少尉，於駐柏林斯潘道的第5徒步近衛團中服役。波克的軍事教育平順，於1903年10月1日時進入了軍事高級中學；1904年3月1日起成為了軍務的輔助指導官；同年7月12日起，波克成為了第5徒步近衛團第1營的行政參謀官。1905年，波克與年輕的普魯士貴族瑪莉·馮·萊欣貝克（Mally von Reichenbach）結婚，並在波茲坦駐軍處舉行傳統的軍事婚禮，兩年後，他們有了一個女兒，但1910年波克的妻子即因病而逝。
1906年1月28日，波克晉升為團上行政參謀官，後進入了柏林普魯士戰爭學院就讀。波克也在這時期加入了「陸軍愛國聯盟」，與日後在二戰擔任要職的德國将领——弗朗茲·哈爾德、瓦尔特·冯·布劳希奇和格特·馮·倫德斯特結識。1908年9月10日，波克晉升中尉。1910年至1912年，波克並未繼續就讀戰爭學院，反被派往總參謀部進行參謀業務的培訓。1912年3月22日，波克晉升上尉。1913年10月1日起，波克轉調至近衛軍總參謀部的軍需處（Ib）服務
1914年8月，第一次世界大戰爆發時，隸屬於巴伐利亞皇儲魯普雷希特的第6軍團，同年5月又調至第11軍團參謀處。但另有資料指出波克在此時期任職為近衛軍參謀部的代理作戰處長（近衛軍隸屬於第2軍團），之後於1915年1月26日晉升為近衛軍作戰處長。在各部服役期間，波克曾參與過那慕爾、聖昆丁、伊普爾等地的作戰制定。然而由於波克對參謀工作感到厭煩，同時也想要前線指揮的資歷，因此他謁見魯普雷希特，表示欲另調他職並獲准，波克因而成為了第4徒步近衛步兵團下的一個營長，而此調任時間點各方資料不一，有的寫為1916年1月28日，也有表示1917年者。1916年12月30日，波克晉升少校。波克曾參與過索姆河戰役和康布雷戰役，他的單位伤亡惨重，康布雷戰役令他損失70％的人員，因此他的營還被戲稱作「自殺營」。之後，波克轉調到南德的後備部隊——第200步兵師，擔任參謀（有資料指出波克於1916年8月6日轉調到第200步兵師，但當時康布雷戰役並未開始，與上述資料有所矛盾），波克在第200步兵師中幾乎受到全部參謀軍官的厭惡。1917年4月11日至，波克轉任皇太子威廉指揮的「德國皇太子集團軍」參謀部擔任軍需處長，同年7月27日起則任集團軍作戰處長。在此期间，波克與威廉培養出了深切的友誼，後者曾在回憶錄《我的德國戰鬥英雄之回憶》（Meine Erinnerung aus Deutschlands Heldenkampf）中如此描述波克：「憑著無窮無盡的精力，即使在最艱困和最嚴苛的情勢下，這位天賦異稟的軍官對我和我參謀長的支援從未動搖過。」
1918年4月，波克因索姆河和康布雷的英勇表現而獲得了德國軍事獎勵中級別最高的勳章——功勳勳章。在德國停戰之前2天，波克曾晉見人在比利時斯帕的德皇威廉二世，他請求德皇返回柏林並下令鎮壓基爾的叛軍，但並未成功。在德國政府投降、國內暴動的時候，波克指揮軍隊協助鎮壓左翼份子的行動，雖然他對右翼勢力企圖恢復君主制國家的「卡普政變」感到同情，但也拒絕加入，他也對在這段期間內誕生的威瑪共和國強烈的蔑視。

## 魏瑪共和期間

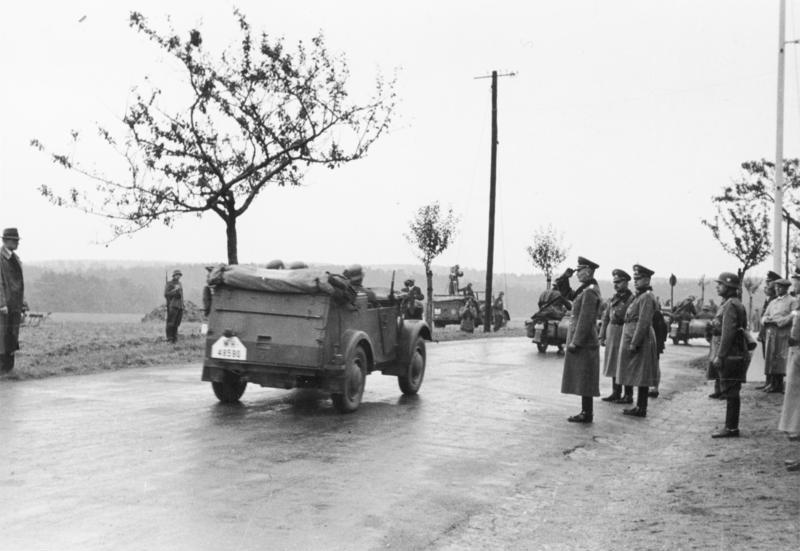
1938年10月，正在檢閱部隊进入苏台德的波克（右側瘦高的敬禮者）

一次大戰結束、威瑪防衛軍成立後，波克成為《凡爾賽條約》規定德軍10萬兵力的人員之一，在共和政府成立前四年，波克一直關注著東疆可能來自波蘭的攻擊。1920年12月18日，波克晉升中校。1922年，威瑪政府與新生的蘇聯簽訂了《拉帕洛合約》，兩國外交關係正常化，雙方也急需重整軍事力量，波克與庫爾特·馮·施萊謝爾、尤金·奧特、庫爾特·馮·哈默斯坦-埃垮特等人被汉斯·冯·塞克特所挑選，成為「特殊R部門」的一員，負責規避《凡爾賽條約》的限武條例，包括前往蘇聯境內組織與訓練往後為德國大肆擴軍的人事基礎，還有包括戰車與飛機等武器的開發和戰術運用，波克中校為其中的一名活躍份子。
R部門的聯絡官為布魯諾·恩斯特·布欽魯克少校，他領導了一支名叫「工作指揮部」（Arbeits-Kommandos）的部門，表面上是支援民間建設的官方機關，實際上是暗中培養數量超過《凡爾賽條約》規定的德軍兵員，這些人員被稱作「黑色國防軍」，它們亦依據其「秘密法庭」機關（Femegerichte）的命令，將為盟軍管制委員會工作的左翼線民謀殺，以保護德國的軍事機密、維持遵守條約的表象。波克在這些謀殺行動中涉入頗深，其中一次的謀殺案中，德國記者卡爾·馮·奧西茨基寫道：「舒爾茲中尉（Schulz，被指控為殺害線民的「黑色國防軍」成員）什麼都沒做，只是執行了命令，但無疑地，馮·波克上校、馮·施萊謝爾與塞克特將軍，應該要坐在被告（指舒爾茲）旁邊。」波克則在法庭上做過數次偽證，表示防衛軍並未和「黑色國防軍」有所關聯，也沒有做過謀殺一類的事。1923年9月27日，布欽魯克動員4,500名「黑色國防軍」成員聚集於柏林外，準備發起政變推翻共和政府、建立專制國家（此事件被稱為「屈斯特林政變」），波克對於布欽魯克未得到防衛軍的允許就擅自行動一事十分憤怒，儘管他當機立斷馬上下達了復員令，但布欽魯克也提早於9月30日就發動了政變，最終行動徹底失敗。
1924年初，波克成為了駐科爾貝格（今科沃布热格）的第4步兵團第2營營長。在1925至1926年期間又成為國防部的參謀軍官。在1928年後期，波克被任命為駐奥得河畔法兰克福的第1騎兵師師長。1930年再被任命為駐東普魯士柯尼斯堡的第1步兵師師長。1931至1935年期間，波克還擔任了德國在斯德丁的第2軍區司令。他的晉升相當順利，1925年5月20日，波克晉升為上校、1929年2月6日為少將（一說2月1日）、1931年2月7日為中將（一說2月1日）。1935年，當希特勒上台宣佈徵兵後不久，波克被任命為德勒斯登的第3軍軍長，並在同年3月1日晉升步兵上將，就在這個時期，他結識了空軍的阿爾貝特·凱塞林將軍，未來波克將與後者在各大軍事行動中攜手合作。1936年10月20日，波克與威海爾敏·歌德萊貝·傑尼·馮·波登（Wilhelmine Gottliebe Jenny von Boddien）再婚。
希特勒和其納粹政府上台後施行擴軍政策，波克儘管私下對納粹黨員的諸多行徑抱著不苟同與懷疑的態度，但十分歡迎希特勒讓德國重新武裝的決定，對於國內外政治也基本上抱著漠不關心的態度，因此當希特勒強迫許多德軍將領退伍時（如布倫堡-弗里奇事件），波克仍留於現役。波克以集團軍司令的身份參與許多重建德國軍事力量的工作，包括對未來國防軍甚為重要的陸空協同作戰訓練。1938年3月15日，波克晉升大將。1938年3月，波克指揮了進軍奧地利的德軍第8軍團，並對於路上裝甲部隊妥善率低所造成的行軍效率頗有怨言，還因此與第2裝甲師師長海因茲·古德林發生衝突。不久，波克再指揮部隊佔領捷克斯洛伐克蘇台德地區。10月，格特·馮·倫德施泰特大將被強迫退役，波克因此成了德國陸軍中最資深的將領。11月10日，波克調任至駐於柏林的第1軍團擔任總司令。

## 第二次世界大戰

### 波蘭戰役
1939年8月25日波克被任命為北方集團軍司令，該部隊預計擔任進攻波蘭時德軍的北翼兵力，並施行將維斯瓦河以北的波軍包圍殲滅的行動，兵力約630,000人，下轄格奧爾格·馮·屈希勒的第3軍團與克魯格的第4軍團，與其對陣的主要是波軍的「莫德林」和「波莫查」軍團。9月1日北方集團軍的第3軍團自東普魯士南下，前往比得哥什切斷波蘭走廊與第4軍團會師，直至9月4日德軍即殲滅走廊一帶的波軍，並占領了格魯瓊茲與姆瓦瓦。9月14日波克的部隊已推進到布列斯特-里托夫斯克與蘇軍會師，還舉行了德蘇聯合閱兵。短短5個星期，波蘭軍在德蘇兩軍的進攻下被摧毀，波克因為指揮戰功而被授予騎士鐵十字勳章。

### 西線戰役

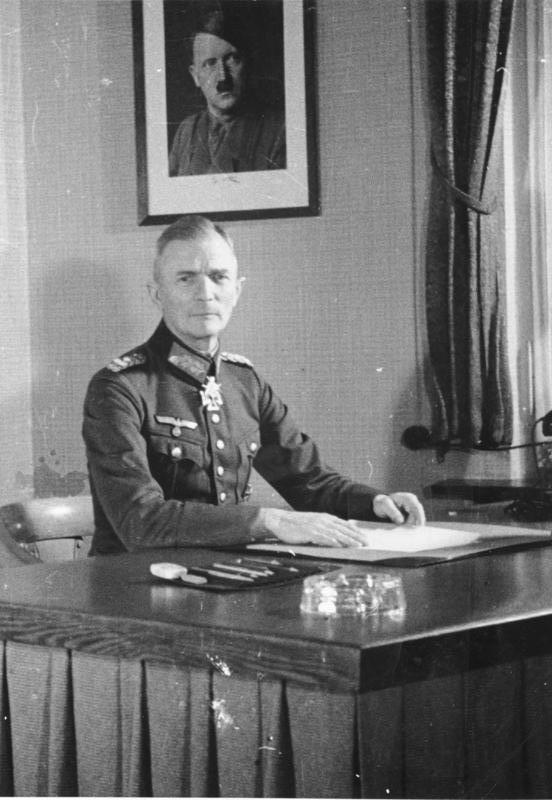
1940年4月波克正在準備發動西線攻勢

1939年10月波克被任命為發動西線攻勢的B集團軍司令，在原先的「黃色行動」進攻計畫中，波克的部隊要擔任主攻，從比利時擊退盟軍部隊到索姆河，並有37個師（其中有8個裝甲師），這個計畫極類似1914年失敗過的施里芬計畫，波克在他自己的備忘錄中將黃色案大肆批評。後來陸軍總司令部採用了由曼斯坦計畫衍生出的新型計畫，令波克改作助攻的角色，下轄瓦爾特·馮·賴歇瑙的第6軍團以及屈希勒的第18軍團，共28個師，其中有3裝甲師，任務是要進入比利時與荷蘭，吸引英法聯軍北上增援，進而讓主力的A集團軍通過阿登森林將其包圍殲滅，對於此計畫，波克的反應有兩種說法，一為支持，一為不悅其擔當次要的任務。
5月10日攻勢發起後，德國空軍的空降獵兵迅速奪取了默茲河上的橋樑以及摧毀了埃本-埃美爾要塞，陸軍則遭遇了法軍的第一流部隊，顯示出後者正落入陷阱。攻勢發起僅5天，荷蘭退出了戰爭，再過13天後比利時也跟著投降，由波克向比利時國王商談該國投降事宜。在攻擊敦克爾刻口袋的行動中，波克激烈地反對希特勒的停止命令，但仍無作用。盟軍後，波克的部隊同A集團軍重新佈署，執行「紅色方案」，南下將剩餘的法軍擊潰。
6月下旬法國投降，波克也參加了投降儀式。6月24日波克將集團軍司令部設於巴黎。7月19日波克在希特勒所舉辦的勝利宴會中被晉升為陸軍元帥。在1940年夏季大部分間里，波克輾轉於柏林的家和巴黎的司令部之間，除了短暫擔任法國軍事佔領司令的工作外，還預備要作為進攻英國的頭一批部隊指揮。波克曾向陸軍參謀長弗朗茲·哈爾德商討，表示要重建法國、安頓難民和釋放部份戰俘，令其歸於安定，也方便他的佔領工作（另一方面，波克其實也對管理佔領事務感到厭惡，在日記中記述自己有如一名「管家」），但總是遭到哈爾德敷衍的回應。8月底陸軍總司令部將波克的B集團軍調至東普魯士，對於希特勒即將攻打蘇聯的意圖，波克完全不知情，他在日記中寫道：「他們可能要我作一個嚇唬蘇聯人的稻草人」，9月11日波克將佔領區工作交給了威廉·馮·里布元帥，動身前往柏林。

### 蘇德戰爭
波克抵達柏林後先參與了軍事會議，但不是討論希特勒暗中已決定發動的德蘇戰爭，而是集中於技術性的事務上。不久波克將B集團軍司令部設於波森，但他一度被陸軍總司令部扣留於柏林，哈爾德用的理由是「波森與柏林間的交通狀況不佳」，但實際上是欲使波克強迫退役，原因包括他對北海和西線的作戰冷嘲熱諷的批評、對於新式戰爭型態：閃擊戰存有疑慮和本身冷漠傲慢的個性令他受人嫌惡，下級指揮官也常批評：「波克很難伺候」。早在1940年9月時陸軍總司令部就曾想過把波克免職，但對於誰來接替其位置有所爭論，意見無法統一，仲裁權再度回到希特勒手中，但提出的繼任者名單（預計第1順位者為克魯格元帥，接著是威廉·李斯特元帥、賴歇瑙元帥，以及另外兩、三位較低階軍官，其中包括一位少將）馬上被其所否決，波克得以繼續留任，希特勒作這個決定被認為是因為他認定波克為職業軍官，不過問政治，並會忠心的執行命令，另外也可能是他想藉由此機會加強控制軍官團。然而波克因為長年患有的胃潰瘍復發，不得不入院，一直病了4個月，在這期間由李斯特接替其集團軍司令職務，而後由於李斯特調至巴爾幹，由克魯格暫時代理其職務，這段時間主要由B集團軍參謀長漢斯·馮·沙莫斯向波克報告集團軍事務。到了1940年12月3日是波克的60歲生日，希特勒前去探望，並向其表示：「將蘇聯從地球上消滅將是必要的」，一直到這個時候波克才知道德國正準備對蘇聯的戰爭，在此之前，陸軍總司令部對此從未以正常軍事管道透漏給波克，後者聽聞後對德軍的征蘇行動感到不安，也並未支持，而希特勒則希望波克能擔當一個決定性的角色。

#### 中央集團軍的備戰

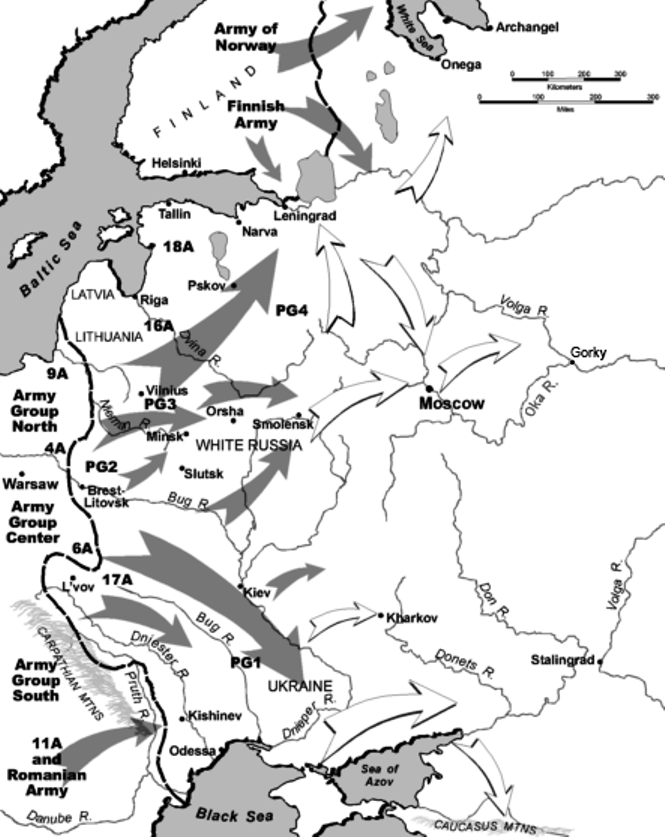
德軍的「巴巴羅薩作戰」攻勢路線圖，該計畫將德軍部隊分成3個集團軍，同時攻取3個戰略目標，波克對此作法深感憂慮，認為這無疑是將德軍在廣大作戰地域上稀少的兵力浪費在次要目標上。

1941年1月2日沙莫斯帶給波克由哈爾德的參謀部擬定對蘇作戰的「巴巴羅薩作戰」和集團軍準備事務資訊，按照該計畫，波克將擔任主攻，指揮兵力對蘇作戰部隊中最強大的中央集團軍，其人數超過100萬名士兵，共有48個師，其中有身為德國陸軍主要戰力的9個裝甲師、6個摩托化步兵師、30個步兵師、3個保安師和「大德意志步兵團」與一個預備師（親衛隊第2師「國家師」），由第2、第3裝甲兵團（由於中央集團軍比另外兩個集團軍多了1個裝甲兵團，在進行傳統的兩翼包圍殲滅戰時會更加容易，相反地，另外兩個集團軍缺乏速度同樣快的另一翼，充其量只能將敵人擊退而不能圍殲，這也是中央集團軍在巴巴羅薩作戰初期時比另外兩個軍團的戰果還要高的主要原因）和第4、第9軍團所組成，並得到了凱塞林元帥的第2航空隊的空中支援，中央集團軍將同另外兩個德軍集團軍於廣正面上對蘇軍發動攻擊，再往北方繞過平斯克沼泽後直趨斯摩稜斯克，再殲滅白俄羅斯內的敵軍，與原先巴巴羅薩計畫的內容不同的是，波克建議繞過列寧格勒與喀琅施塔得，他不希望德軍寶貴的戰力被浪費到次要目標上，應全力進攻莫斯科這個交通與政經中心，其重要度僅次於殲滅蘇軍有生力量而已，但他的想法被陸軍總司令部拒絕，列寧格勒、喀琅施塔得、基輔和莫斯科仍是應奪取之城市，而殲滅敵軍的行動則仍為主要目標。與以往不同的是，波克因為預見蘇聯的廣大正面與縱深，德軍若採用保守的線性作戰方式將會讓各個地方空無兵力，減少奪取任何單一目標之機會，故採用了德軍的新式作戰原則，即裝甲兵暴露出側翼的深入突穿、裝甲兵不需再等步兵趕上等等的考慮。1月31日，波克病情暫時穩定下來，前去陸軍總司令部開會，會議中布勞齊區與哈爾德對征俄行動十分悲觀，甚至考慮放棄進攻行動，陸軍也假定蘇軍將於道加瓦河—第聂伯河一線前進行抵抗，但當波克對此感到懷疑、而向哈爾德提問：「你是否有情報知道敵軍會守在河流前面？」時，哈爾德僅回答：「（會不會）那差別不大」。
2月3日波克回到波森處理中央集團軍組織事務與圖上演習、兵棋推演，而在隔天，一位來自陸軍總司令部的哈爾斯特·拉鐵克上校（Harst Ratheke）藉口有機密事務而與波克密談，前者表示是代表一群軍官來向波克報告，他們認為在對英戰爭未結束前，德國不應發動對蘇戰爭，希望波克能參加目前正在柏林秘密策劃中的軍事政變，以挽救德國的國運，但波克聽了非常生氣，他拒絕其提議，並馬上把拉鐵克免職，於日記中記述這是一個「極盡無聊之事」。2月與3月期間波克積極備戰，並解決一些步兵派和裝甲兵派將領的爭執，如第3裝甲兵團司令赫爾曼·霍特和第9軍團司令阿道夫·史特勞斯之事，前者反對將第9軍團的5個步兵師派遣到第3裝甲兵團，認為會妨礙前進，而史特勞斯則認為霍特只指揮裝甲部隊而不支援步兵，違反統一指揮之基本原則。波克認為蘇聯領土內道路網原始、單有裝甲部隊容易造成壅塞，因此在第9軍團的地區中，霍特必須有裝甲兵和步兵的指揮權。3月30日波克參加希特勒召集高級將領的會議，會中後者強調，這場戰爭必須是「空前的殘忍和無情」，波克對此宣言感到懷疑，他對哈爾德與布勞齊區問道：「難道這是要我們殺害老百姓與非戰鬥人員」？但只得到迴避的無意義答案，他認為，若不將俄國人視同戰鬥人員看待，他們將會是「抵抗到底」的敵人。6月4日波克收到了《政委命令》，這道命令要求德軍一旦俘虜到蘇聯政委，將其直接就地處決，另外還有射殺任何涉嫌加入游擊隊的蘇聯百姓的命令書。波克對這些命令公然反對，認為這將破壞軍紀，他打電話到陸軍總部抗議，但只收到敷衍的回應。最終他決定對此命令進行修改，並設置軍事法庭來管理俄國境內的法律事務。6月21日波克接見一位自莫斯科回來的德國官員，後者請求波克運用其影響力阻止這場戰爭，波克對他表示：「現在要阻止這場戰爭也為時已晚了，若我採取行動將被視作兵變，此外從世界上消滅共產主義的災禍、給予蘇俄人民文化與政治的自由乃德國至高的使命，再也沒有比現在更適合執行這偉大的任務，德國也從未如現在準備的完善過」

#### 巴巴羅薩行動

##### 畢亞里斯托克-明斯克雙重會戰

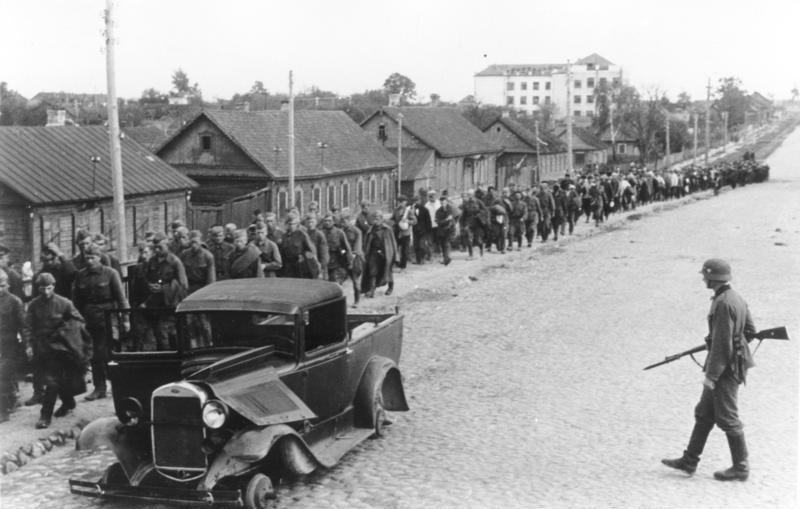
圖為1941年7月2日明斯克口袋中被德軍俘虜的戰俘

1941年6月22日3點15分蘇德邊界上的數千門德軍火砲開火射擊，其空軍也攻擊預定的機場和補給站，德國陸軍越過國界向蘇聯發動進攻，開始了人類歷史上規模最大的陸上戰鬥。在戰鬥開始後1小時，波克收到最初的作戰報告，各處都是成功而充滿信心的消息，波克相信蘇軍已遭到戰略上的奇襲。古德林的部份部隊已渡過布格河、霍特也順利地朝尼門河畔的格羅德諾挺進、史特勞斯與克魯格的先頭部隊也跨越了傑斯納河，位於中路的布列斯特-里托夫斯克要塞也在開戰四天後被占領。然而南翼的主力部隊在布格河的渡河行動被拖延至26日，因此造成了原本大範圍包圍明斯克計畫有所改變。畢亞里斯托克的蘇軍僅能由步兵為主的第4與第5軍團進行縱深較淺的鉗形包圍。6月23日中央集團軍的偵察機報告大量蘇軍向東方撤退，波克擔心蘇軍的混亂是否業已恢復？是否有意進行有組織的突圍？亦或退至别列津纳河的沼澤中？然而根據先前的狀況分析，蘇軍僅進行零散的而不協調的反擊，即便大部分抵抗得非常劇烈，其主力業已被德軍所分散，波克認為，將該區敵軍包圍殲滅的時機應未失去。6月23日晚波克命令第3裝甲兵團佔領波里姆斯克與維特布斯克的交叉口，以阻止敵人建立起新防線。
6月24日波克的兩個裝甲兵團先頭部隊已分別佔領了斯洛尼姆與維爾納，但南翼的第2裝甲兵團遭遇到一些困難，北翼則是暢行無阻地朝白俄羅斯境內深入，這時碰到了一個問題：北面的裝甲部隊應南下完成鉗形攻勢，還是應以更深入的維特布斯克為目標繼續挺進？波克傾向後者，他認為包圍明斯克不具決定性，而且敵人應預料到他們會攻擊該目標，蘇軍將大量集中部隊於該處，除此之外波克也認為若要讓德軍的戰事順利，蘇軍必須一直處於目前這樣的混亂之中，持續深入境內可達到如此效果；然而波克因為先前與陸軍總司令部多次的不愉快，他不希望因擅自命令霍特的裝甲兵團攻勢方向而再額外增加與後者的衝突，因此他請示陸軍總司令布勞齊區，後者同意他的看法，波克非常高興，並期望未來戰事時能獲得部隊佈署的自由，這時他決定要將裝甲部隊推進到斯摩稜斯克前的高地，但6月25日希特勒下令要求波克的裝甲兵團停止東進，南下去殲滅明斯克口袋中的蘇軍，之所以如此的決定乃是因為希特勒接獲蘇軍遠比西方國家士兵抵抗得更為激烈的報告，而導致其過於謹慎和躊躇。波克對此決定極力反對，他和部下：「閃擊戰之父」兼第2裝甲兵團司令的古德林將軍意見相同，應由步兵擔任掃蕩，而不該限制裝甲部隊的行進，他命希特勒的副官魯道夫·施蒙特向希特勒陳述其意見，在等待期間，波克召集其步兵軍團指揮官的史特勞斯和克魯格，要求他們盡快趕上並包圍明斯克口袋中的敵軍，這樣可讓希特勒感到在不動用裝甲兵力時也能完成圍殲作戰，但克魯格不願意，認為敵人對右翼的反抗逐次增強，波克可能必須抽出裝甲兵來對應。波克對此發怒，斥責克魯格：「你到底站在哪一邊」？當天下午希特勒回覆：禁止波克在口袋的蘇軍被消滅前繼續讓裝甲部隊前進，波克更為憤怒，他於日記中寫道：「這種強加於我裝甲部隊的限制，使得我們失去一個成功的大好機會」，但波克最終還是按照命令行事。
6月26日布勞齊區來到波克遷到科布林告訴後者希特勒的新決定，他將一直由波克直接指揮的兩個裝甲兵團撥交給克魯格指揮，後者原先指揮的第4軍團步兵部隊則撥給马克西米连·冯·魏克斯的第2軍團，克魯格的單位變成新成立的「第4裝甲軍團」，介於中央集團軍和第2與第3裝甲兵團之間。波克激烈地反對，但於事無補（值得注意的是，古德林於回憶錄中提到，布勞齊區表示這是波克自願轉撥部隊給克魯格的，以讓他自己可以規避作戰之責任）。6月28日兩隻裝甲兵團完成合圍，6月30日第4與第9軍團部隊於斯洛寧會師，他們一直不停地清剿包圍圈中的敵軍。到了7月，畢亞里斯托克-明斯克雙重會戰到此結束，德軍消滅了蘇軍的3個軍團，後者共損失417,000人、3,332輛戰車、1,809門火砲和250架飛機。波克注意到有大量俄軍掙脫了德軍薄弱的包圍圈（約250,000人左右），因此想解除包圍的部份部隊，繼續東進，但這時陸軍總司令部又再度干涉，要求波克留下部隊拘束包圍圈中的蘇軍部隊（實際上當時正快速崩潰中），波克反駁蘇軍的情況以及報告德軍的戰果，這才獲得了行動上的自由。

##### 斯摩棱斯克包圍戰

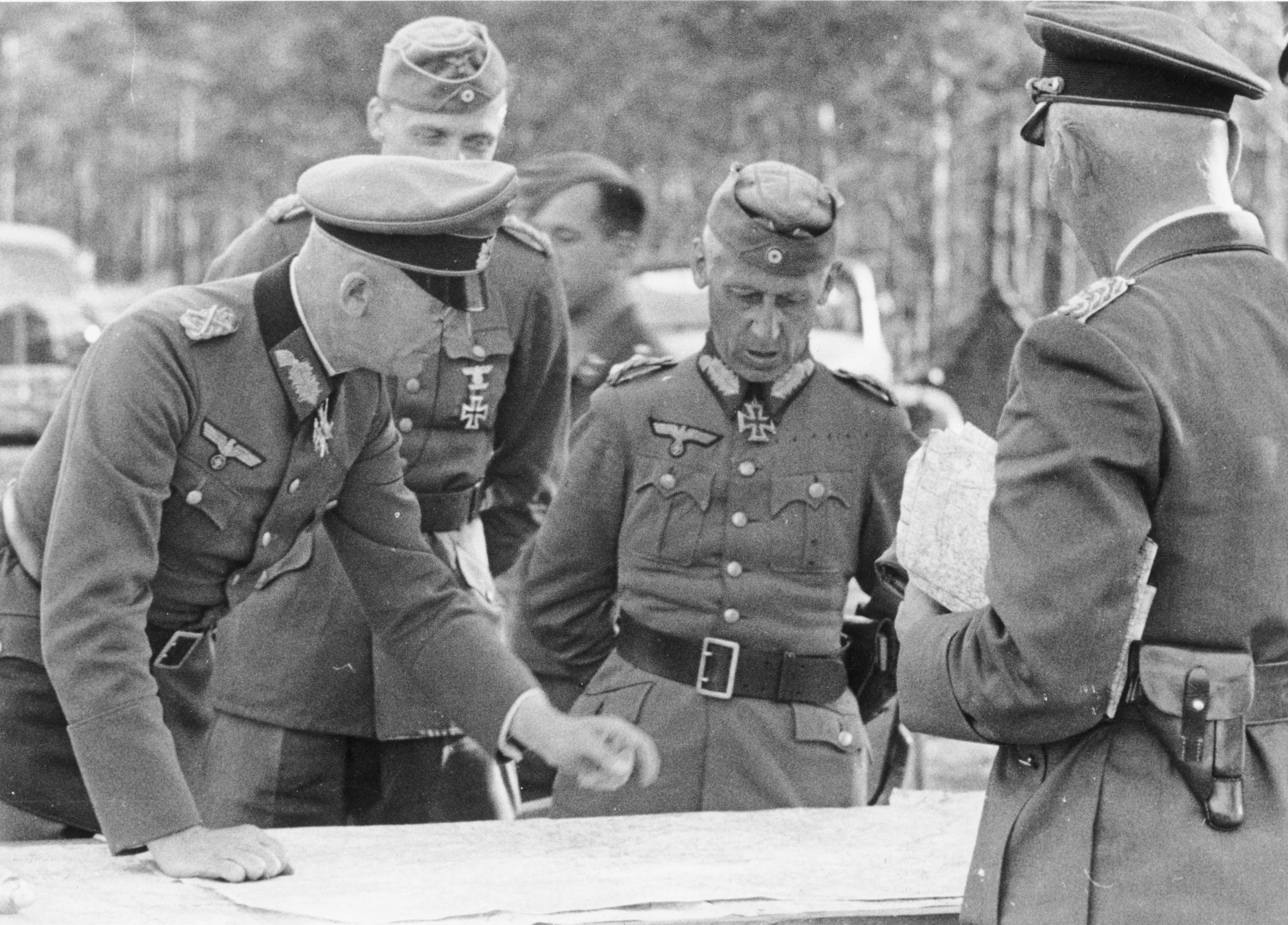
1941年7月8日波克與其部下：第3裝甲兵團司令赫爾曼·霍特（右二）和第8航空軍司令沃尔弗拉姆·冯·里希特霍芬（右一）

7月3日波克繼續讓部隊東進，意圖奪取下一個目標—深具戰略價值的「斯摩稜斯克陸橋」地區，此地為聶伯河和道加瓦河兩條河流間的缺口，無天然障礙，奪取其可對德軍鞏固對莫斯科的攻勢。當天在波克的力促之下，古德林與霍特的部隊完成了蘇德戰爭當時推進最晚的1天，1天內前進100多英哩，波克告訴他們不要顧慮克魯格和陸軍總司令部的命令，一切由他承擔其責任。到了7月6日波克接獲戈梅利的蘇軍正集中裝甲兵力，準備向西北發動逆襲，這對中央集團軍的兩個裝甲兵團側翼是一個潛在危機。同樣地為了防止陸軍總司令部因為此消息變得過於謹慎而不放手讓他發揮，波克自行搭機偵查，最終他接受了古德林的意見：繼續前進。7月7日古德林部隊已經渡過聶伯河，波克為其進展迅速感到高興，但前者在隔天又退回了西岸，波克詢問後才知道克魯格又未准許古德林渡河，後兩者還因此起了很大的爭執，波克替古德林辯護，並下令重新渡河。波克後來雖打電話給陸軍總司令部抗議克魯格指揮裝甲部隊一事，但仍沒有結果。7月10日第3裝甲兵團全部部隊抵達維布切斯克，第2裝甲兵團也重新展開渡河，並於隔天佔領了什克洛夫。步兵趕上後，裝甲兵團又再度東進，斯摩稜斯克逐漸有合圍之勢。然而在目前對德軍有利的情勢下，波克於13日接到了陸軍總司令部的消息，希特勒將要在斯摩稜斯克戰事結束後將主攻目標移至烏克蘭，波克感到極為震驚，他向布勞齊區抗議，陳述其偵查的結果判斷，在斯摩稜斯克前方處蘇軍正集結大量部隊，中央集團軍尚保有衝力，可以獲得決定性勝利，並繼續東進。布勞齊區告訴波克，别列津纳河附近的蘇軍仍激烈的抵抗，因此禁止裝甲部隊再繼續東進，現在的情況與一個月前的明斯克口袋極為相似，波克的部隊同樣地又被禁止前進。
兩支裝甲兵團部隊繼續往斯摩稜斯克以東前進，在此期間，古德林與波克兩人發生了衝突，前者負責關閉「斯摩稜斯克口袋」東部的最後一個缺口，但古氏沒有興趣填補該缺口，而欲攻克斯摩稜斯克東南方的葉利尼亞，建立攻擊莫斯科的跳板。波克認為古德林這項行動會提高包圍圈中蘇軍突圍的可能，導致整體大局變動，波克因此寫信給古德林重申命令，但當後者收到時已攻克葉利尼亞，便向東北與霍特的第3裝甲兵團會師。一直到7月27日「斯摩稜斯克口袋」才完成。此時包圍翼僅是薄弱的裝甲部隊，要掃蕩的步兵部隊還在河岸對面，魏克斯的第2軍團因擔憂渡河受蘇軍逆襲而猶豫不決，波克仍繼續催促其渡河。待各步兵軍團趕上壓縮口袋後戰鬥才算結束，斯摩稜斯克戰役一直要到8月5日才消滅掉包圍圈內所有蘇軍，自7月10日以來，德軍已於此地俘虜了310,000名士兵、3,205輛戰車和3,126門火砲。然而即使戰果龐大，中央集團軍自開戰以來已經過長期激烈的戰鬥，裝備嚴重耗損，必須進行換裝檢修，蘇軍將領谢苗·铁木辛哥亦將於明斯克和斯摩稜斯克被重創西部方面軍殘部集結起來，在葉利尼亞給中央集團軍前鋒的裝甲部隊很大的壓力。

##### 轉向基輔與列寧格勒

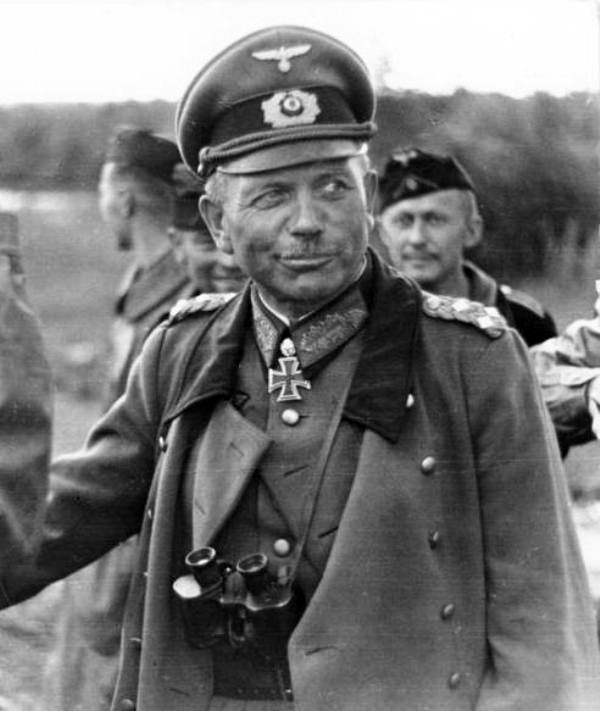
海因茲·古德林，德軍閃擊戰戰術重要的締造者之一，他極力反對將部隊於進攻莫斯科前調至南方，波克與他有同樣想法，但兩人因個性迥異而引發衝突

巴巴羅薩作戰策劃之初，南方與中央集團軍間存在著不適宜作戰的普萊皮特沼澤，故德軍並未計畫於該區部署兵力，到了8月初該區蘇軍兵力尚保持完整，而南方集團軍又遲遲攻不下基輔，從而使蘇軍在莫斯科至黑海的戰線上形成一個巨大的突出部（中央集團軍部隊也因為該區沼澤地形而部隊行進緩慢），這時希特勒已決定要將莫斯科列為次要目標，調動中央集團軍裝甲部隊南下與南方集團軍合作去包圍烏克蘭，他認為這不僅能拔除該區的蘇聯陸軍之威脅，也能將德軍極為依賴的羅馬尼亞油田屏除於蘇聯轟炸機航程之外和佔領蘇聯的農業核心、主要糧食產區的烏克蘭可顯示出德軍的勝利。8月1日波克收到一道指示將中央集團軍轉調部隊至烏克蘭的命令，他對陸軍總部的命令不解，要求後者解釋，但仍沒有收到明確之答覆。8月6日希特勒前往中央集團軍司令部視察，波克以極好的心情迎接，但這時希特勒並未表現出對攻打莫斯科的熱情，波克大為失望。在接見希氏前，波克就曾將古德林與霍特召來，告訴他們倆必須將進攻莫斯科的理由力陳給希特勒，波克自己再進一步表態支持兩人，嘗試說服他，為防止節外生枝，波克並未叫各軍團的司令前來接見希特勒。然而希特勒卻沒有召開會議，而改採用個別會談，當希特勒召見波克後，後者力陳繼續追擊蘇軍與攻擊莫斯科的重要性，而希特勒則問道其部隊要多久才能抵達莫斯科，波克估計在8月底。希特勒爾後又召見了波克、霍特和古德林3人，突然表示烏克蘭與克里米亞半島的重要性，並拒絕繼續往莫斯科前進，接著便討論起其他問題。波克一直耐心等待希特勒表達完看法，欲繼續嘗試說服他，但希特勒之後又沒有答應，而且也匆匆離開了該地，就這樣，波克失去了最後影響希特勒戰略決策的機會。
波克心中還未放棄對莫斯科的攻擊，故在8月上旬修整完畢後，中央集團軍仍沒有立刻傾全力南下與南方集團軍的第6軍團圍殲「基輔口袋」的蘇軍，波克心想希特勒與陸軍總司令部可能會對他的決定作事後的認可。然而8月16日，波克接獲要求將霍特的第3裝甲兵團的4個師轉調北方集團軍的命令；18日又接獲將古德林的部隊調至南方的命令，波克相當氣憤，對於這種作法向陸軍總司令部抗議（然而波克並未將此事怪罪於希特勒，反認為最高統帥部「神智不清了」），同樣沒有效果。古德林與波克雖然之間因為個性不合而有些宿怨，但對於當前的南進同樣持以反對，波克告訴古德林一定要在8月24日晉見希特勒時以一個前線將領的身份說服他，但隔天見過希特勒回來後，古德林告訴波克：「南進已成定局，反對均為無效」，波克再次被他所激怒，認為古德林不忠實、太容易被說服。波克即使暫時失去了裝甲部隊也下令各步兵軍團繼續前進，讓回調之裝甲部隊可以更好發揮，但到了8月31日又被陸軍總司令部下令停止前進，波克即失去機動兵力的情況下於莫斯科前方採取守勢。
至9月下旬南部的基輔會戰宣告結束，德軍再度獲得一個決定性的勝利，完成史上最大規模的包圍殲滅戰。然而當時蘇聯已進入秋雨季，路面因為雨水的沖刷而變得滿地泥濘，戰車行駛速度大為減緩。因為對基輔和列寧格勒的支援，使得波克喪失了他最有力的裝甲兵力，只能在這期間停留於司令部規劃對莫斯科的攻勢—「颱風作戰」，波克對此計畫督導與制定的極為周詳，希望可獲得陸軍總司令部的滿意以早日展開攻勢，後者同意後，告訴波克該行動最晚將在9月30日開始。波克告知部下必須在11月7日冬季開始前將莫斯科攻下，並答應希特勒將在此日佔領莫斯科。中央集團軍此時也為颱風作戰而被增強了兵力，各區的裝甲師陸續匯集於該集團軍，最終波克的中央集團軍集結了56個步兵師、14個裝甲師和8個摩托化師，有14,000件間接火力支援武器和1,000多輛戰車，總兵力達到1,929,000名士兵，但離最初預計發起攻擊時間因南北的額外戰事已經延遲了1個月，蘇軍爭取到時間加強對首都的防護。

##### 颱風作戰

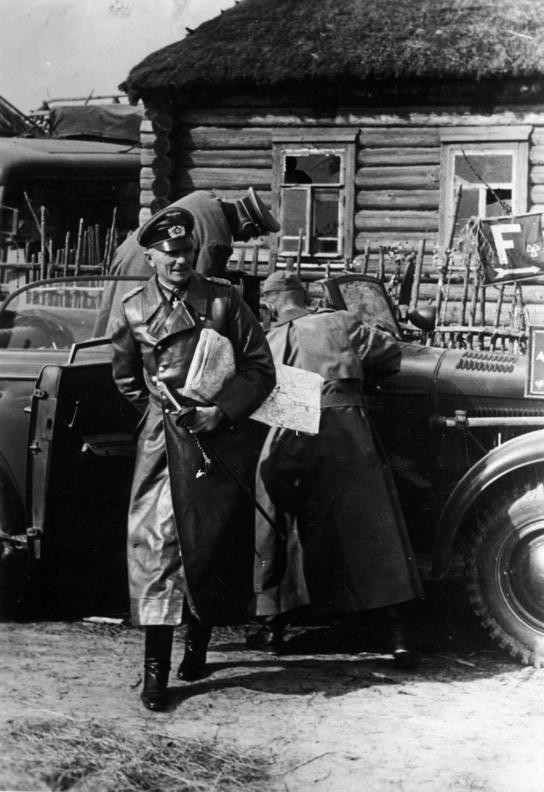
「颱風作戰」期間的波克，正要前往前線視察

10月1日波克展開了對莫斯科的攻勢。古德林的第2裝甲軍團（10月時，第2裝甲兵團改名為「第2裝甲軍團」）突破了蘇軍的抵抗，沿著至奧廖爾的公路前進。10月3日下午波克下令古德林壓迫圖拉，但此命令被陸軍總司令部所取消，為的是讓其與埃里希·霍普纳第4裝甲軍團（自北方集團軍轉調而來）和同霍特的部隊一同包圍佛亞斯馬的蘇軍，波克衡量權益利弊後同意陸軍總司令部的決定，暫時擱置前進莫斯科的企圖，轉向包圍蘇軍。10月8日赫普纳的部隊已抵達佛亞斯馬，古德林的第17裝甲師也進入了鄰近的布良斯克，波克督促各軍團司令儘快消滅這兩個巨大的口袋，並同時命令克魯格進攻莫扎伊斯克，好讓他可以同時宣佈這3個城被其攻下的消息。然而當天夜裡，希特勒發電報指示波克讓第3與第4裝甲軍團立刻往莫斯科進發、從南北兩方向將其包圍。波克對此命令頗為氣惱，但並無責怪希特勒，反認為是由於其幕僚未將狀況完全告知後者的問題。10月9日起莫斯科一帶天氣驟變，刮起了風雪，德軍尚握有戰術上的優勢，但進攻的動能大幅降低，許多車輛也被迫棄置於道路或田野上。10月11日陸軍總司令部質問波克：「就目前惡劣天氣來看，是否適宜繼續進攻」？波克認為儘管天氣日益將繼續惡化、德軍也已蒙受人員與裝備的損失，但並非無法忍受的程度，以及自二戰爆發至今為止，德軍在歐陸上從未失利過，現在奪取莫斯科的機會日後絕不可能再有，加上從現實角度來看，若德軍不攻擊改採防禦的話，其防線與補給基地距離長達600英里，與進行攻擊的難度相當，故他回答「繼續進攻」。
10月18日佛亞斯馬-布良斯克雙重會戰結束，德軍俘虜了超過50萬名的蘇軍士兵。然而繼續進攻莫斯科的德軍情況困難，由於俄國泥濘的地形，波克部隊許多的車輛不得不棄置，只得步行，又因為天氣和蘇軍的抵抗而成果有限，且補給線拉的太長，使補給品只剩下以往每天最低需求量的25％，特別是食物最為缺乏。赫普纳曾向波克建議考慮建設冬季防線，以脫離目前處於難以防守的陣地之處境，但波克對此不加以考慮。波克欲在11月1日恢復全面攻勢，並預計於7日進入莫斯科。然而陸軍總司令部又於10月29日命令中央集團軍停止前進，並表示要將古德林的第2裝甲兵團轉到南方進攻沃罗涅日，以消除其右翼的威脅、疏通中央集團軍與南方集團軍之間的通信，波克向陸軍總司令部抗議，表示其正全力進攻莫斯科時，何能將龐大的裝甲部隊脫離泥沼，並調動到遙遠的南方去？古德林對此亦十分惱怒。波克再與布勞齊區聯絡，表示不可能執行此命令，最終南下的命令被取消了，但同時，波克與中央集團軍和陸軍總司令部之間的隔閡也越來越深。波克對希特勒也產生了不滿，克魯格在向希特勒報告後，表示後者了解中央集團軍目前狀況，但不信任其書面報告，並對於尚未攻下莫斯科一事感到困擾。而波克的反應則是斥責希特勒自己在8月的所犯下的戰略問題，才令中央集團軍陷入目前的窘境。11月2日宣傳部長約瑟夫·戈培爾早時所拍發的電報抵達波克的指揮部，前者暗示波克，鑑於當前德軍狀態不利，波克是否要自行請辭？另外在對蘇戰爭勝利後，德國將酬謝波克至今為止的貢獻，把斯摩棱斯克改名為「波克堡」，然而波克拒絕此提議，但同時也說，若要他請辭是希特勒的意思，那他就會「很高興的」照做，而後戈培爾也無回覆。
隨著時間過去，莫斯科前線的氣溫越來越低，德軍攻擊能量亦相對下降，前線士兵大多依舊沒有冬裝，因為凍傷和疲勞，人員損失也急遽增加，鑑於補給與人員之不足，波克向哈爾德表示中央集團軍已無法包圍莫斯科，因此他欲改變目標為謝爾吉耶夫—德米特罗夫一線，哈爾德的回答是在奧爾沙召開緊急會議，然而波克在會中又表示繼續攻擊無論是在心裡上還是軍事上都是必須的，且認為德軍最終將能佔領莫斯科。11月29日克魯格的第4軍團先頭部隊突破了蘇軍的防禦，抵達莫斯科西郊。這時的波克已向陸軍總司令部表示，中央集團軍已無法從事典型包圍運動，只能進行正面攻擊，但其不僅意義不大，即使德軍進入該城，能否保有該城也成疑問。同時波克從布勞齊區的談話中了解希特勒對其前線狀況不了解，懷疑後者並未收到正確的資料，故波克越過陸軍總司令部，直接向最高統帥部作戰處長阿爾弗雷德·約德爾談話，後者回覆了一道概括性的指示：「當損失慘重的攻勢非常清楚地、已無任何成功的機會下，可以停止攻擊」，換句話說，決定權在於集團軍手中。而波克最後表示：「不管狀況如何不利，我不會放棄希望，雖然征服莫斯科的機會非常渺茫，但仍是有可能的，『勝敗將決定於最後一個營』」。12月5日，古德林下令部隊停止進攻，並從突出部撤回兵力以拉直戰線。

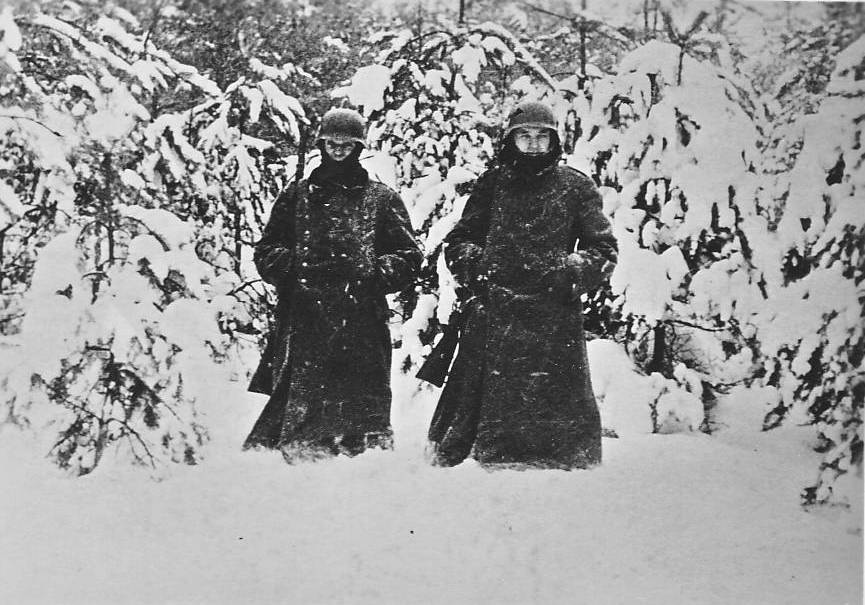
於惡劣天氣下，在莫斯科前線的德軍士兵

12月6日格奧爾吉·朱可夫上將指揮的蘇軍對疲倦不堪的德軍展開大規模反攻，中央集團軍指揮部頓時大量湧入撤退的請求，波克予以授權各指揮官自由行動，但蘇軍仍取得了驚人的戰果，收復了加里寧、擊潰了第3裝甲軍團諸多的師、包圍了第2裝甲兵團於圖拉以東的部隊。波克力促各部隊指揮官封鎖敵人攻勢、挽救受困的德軍，在惡劣的天氣下，不單是德軍難以行動，連同裝備較佳的蘇軍也無法擴張戰果，使得德軍免受到徹底的慘敗。12月13日布勞齊區與波克會面，後者提出將軍隊撤至戈梅利—莫吉廖夫一線、重整力量、等待援軍，於明年春季再發動攻勢。布勞齊區當時因不久前生過大病，面容極為憔悴，他表示他本人無權決定。之後決定於明天去與集團軍其他指揮官會面。散會後，波克想到布勞齊區的身體狀況，進而反思自己的身體尚能支撐多久，擔心其舊病復發，於是他決定在第2天早上請求辭去中央集團軍職務。
然而第2天早上波克決定等布勞齊區與克魯格和古德林見面後再另作決定，之後3人都表示認同波克的意見。希特勒於此時電告命令：德軍只能進行為縮短戰線的「有限度」撤退，但蘇軍已因為天氣的好轉恢復其攻勢，波克執意要撤退，而希特勒強硬地命令德軍堅守崗位，不得後退一步。12月18日波克接到了最高統帥部部長威廉·凱特爾的通知，要他去修個長假，而波克因懷疑希特勒的動機質問凱特爾，後者告知希特勒的說法：「波克去年曾有過很重的病，如今又受到這場緊張的戰爭影響，我了解他為什麼舊疾復發。他將獲得一個休養的機會」。當天傍晚克魯格來到波克的指揮部，告知他將代理其中央集團軍職務。然而不久後，波克發現克魯格並非代理其職務，而是正式的總司令，由希特勒正式任命，波克的身份則變成了「元首後備團」的一員。

#### 1942年攻勢

##### 轉戰南方集團軍與哈爾科夫

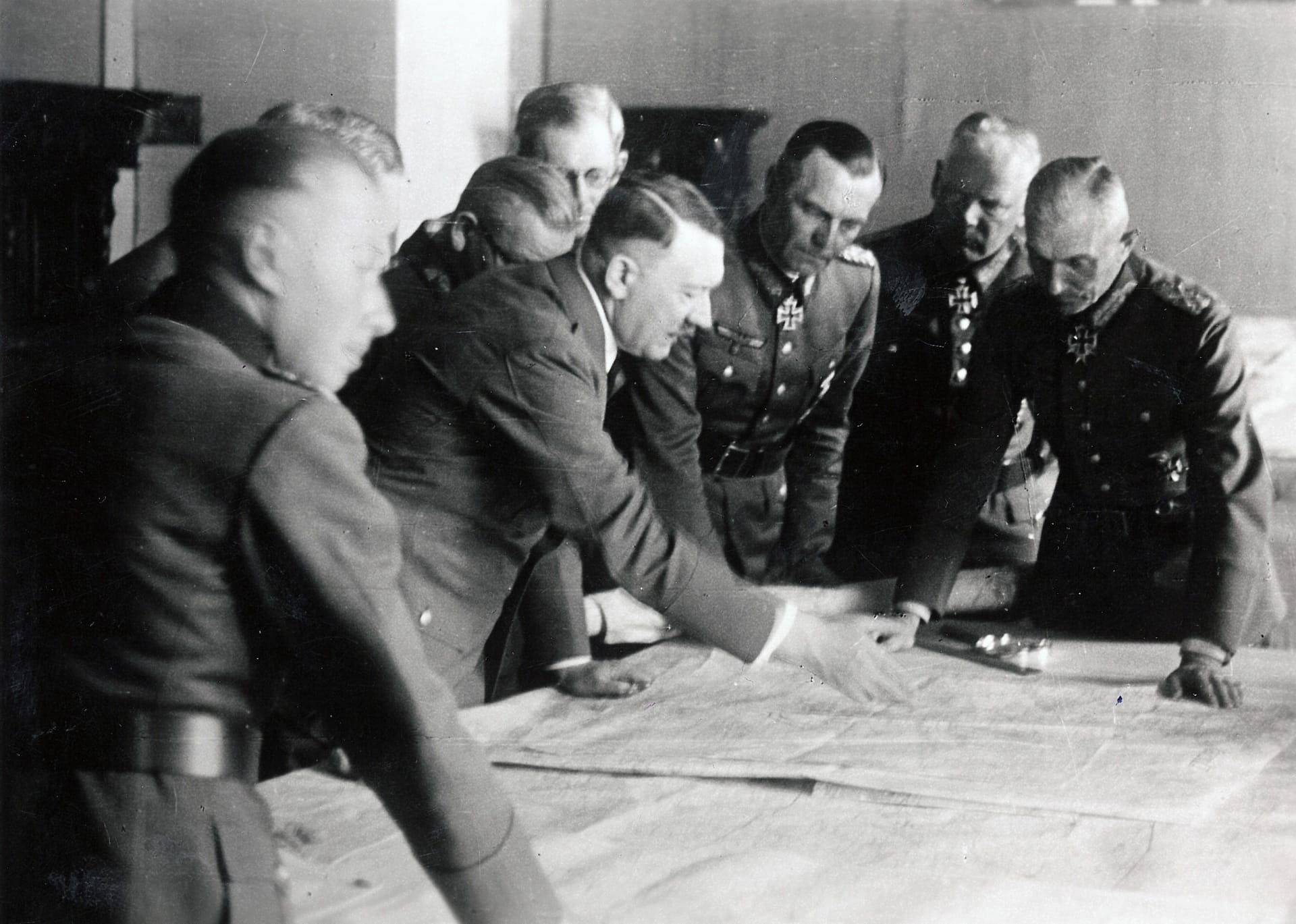
就任南方集團軍司令的波克（最右者），正與希特勒商討戰事，在場另有艾貝哈德·馮·馬肯森騎兵上將、弗里德里希·包路斯裝甲兵上將和馬克西米連·馮·魏克斯大將在場

波克對於他當前於德國陸軍中的地位感到困擾，他向許蒙特詢問希特勒對他本人的看法，是否有認為怠忽職守或不稱職？而許蒙特的答覆是希特勒並未以任何藉口對付波克，「你仍為希特勒所重用」。1942年1月15日南方集團軍總司令：賴歇瑙元帥心臟病發作，僅兩天後就去世，而在16日當天，波克即接到最高統帥部的電話，詢問他是否能接任南方集團軍司令的職務，波克立刻答應並於1月20日正式任職。
南方集團軍下有第6軍團（由弗里德里希·包路斯裝甲兵上將指揮）、第17軍團（由霍特指揮）、第2軍團（由马克西米连·冯·魏克斯大將指揮）、第1裝甲軍團（由埃瓦爾德·馮·克萊斯特大將指揮）和第11軍團（由曼斯坦指揮），波克還額外控制著羅馬尼亞的第3與第4軍團。1942年1月中，蘇軍對烏克蘭的德軍前線展開大規模攻勢，於伊久姆—第聂伯罗彼得罗夫斯克一帶取得了相當的成果。到了該月月底，蘇軍已接近第聂伯罗彼得罗夫斯克，對南方集團軍部隊的聯繫構成了嚴重的威脅。然而不久後蘇軍的挺進即中止，其主力：「西南方面军」的士兵已疲憊不堪，攻勢能力大為減弱，便轉為防禦。到了1942年春德蘇各區戰線也轉為穩定，雙方正集結新軍來籌備即將到來的夏季攻勢。
希特勒將德軍的1942年夏季目標放在蘇聯南部，於是對波克的南方集團軍大量增援，包括許多摩托化師、裝甲師以及大量的預備隊。波克計畫5月18日發動一場新攻勢：「腓特烈克斯行動」攻擊沃爾昌斯克，但蘇軍早他6天即展開行動，5月12日，「第二次哈爾科夫戰役」爆發。5月17日蘇軍已抵達離哈爾科夫僅12英里處，但隨即被德軍所制，該城仍為德軍所掌控。5月17日克萊斯特的第1裝甲軍團對西南方面軍後方的第9軍團展開攻擊，突破了蘇軍防線。方面軍司令谢苗·康斯坦丁诺维奇·铁木辛哥向莫斯科報告情勢，請求增援。蘇軍參謀長亚历山大·米哈伊洛维奇·瓦西列夫斯基兩度請求史達林允許撤退都被拒絕。到了5月23日包路斯與克萊斯特的部隊交會，蘇軍通往東方的撤退路線已被切斷，西南方面軍主力已被包圍，被困在梅列法—洛佐瓦—巴拉克列亞構成的3角地區。5月底蘇軍投降，共240,000人被俘、損失1,200輛戰車和2,000門火砲，而德軍僅損失20,000餘人。
儘管波克在蘇聯南方取得了主要勝利，希特勒並未特別高興，反倒指責其在哈爾科夫前的佈署畏首畏尾。

##### 藍色方案，被解職

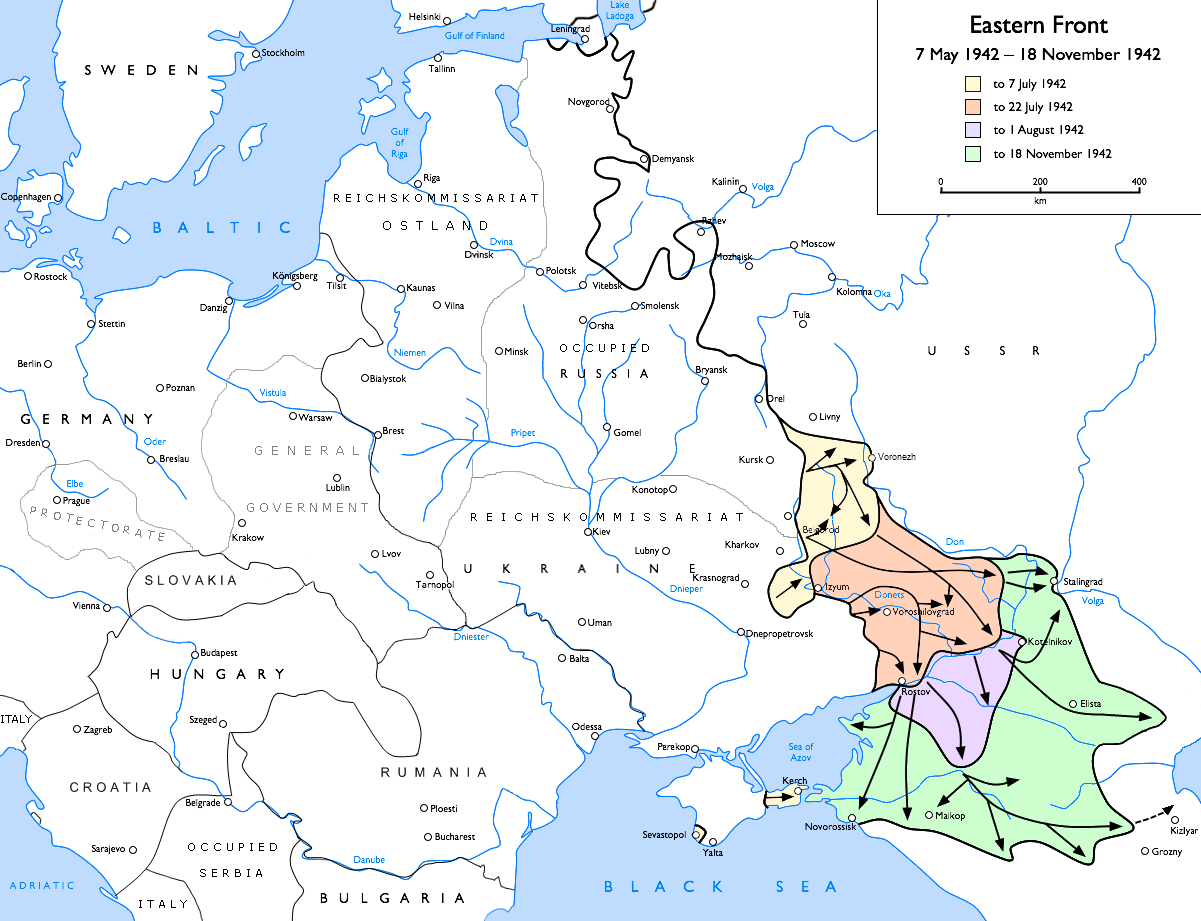
「藍色方案」攻勢圖，圖右中的沃羅涅日被波克視作掩護北翼的必要目標，因而投入兵力，但希特勒認為此舉影響到南方高加索的進展，甚為不滿，導致最終解除波克的職務。

在蘇軍大敗後不久，德軍已完成了夏季攻勢：「藍色方案」的籌備工作，預計要先清除頓河一帶的蘇軍，再朝高加索和史達林格勒進攻。波克對此作戰公開反對，因為德軍將倚賴大量素質低劣的軸心盟軍掩護其左翼，但即使如此波克仍聽命行事。在作戰開始前，第23裝甲師的作戰處長約哈希姆·萊契爾（Joachim Reichel）身懷一份藍色方案秘密文件，駕機飛行時墜落於蘇軍控制區，秘密文件亦被後者繳獲。此事後傳至希特勒耳中，該人極為憤怒，命令波克立刻向其報到，凱特爾向波克說道：「……元首對此意外事件十分悲痛，他將此事視作德國軍官團另一次怠忽職守與不稱現職的明證……元首授權要我告訴你，他打算對所有失職軍官，自你起，一律予以處分以儆效尤」。波克與其爭辯後再與希特勒替屬下求情，他表示德國陸軍若有失職的裝況發生時，自能迅速、果斷改正其錯誤，希特勒雖當面向波克表示此事將「有待決定」，並顯得寬心了些，但之後還是解除了第23師師長漢斯·馮·波伊涅堡-蘭斯菲爾德中將與其隸屬的第40軍軍長格奧爾格·施圖姆裝甲兵上將的職務，波克獲悉後頗為震驚，雖然提出抗議，但未有結果。
6月28日德軍展開藍色方案，波克指揮超過100萬人的德軍，雖然進展順利，但將蘇軍於頓河以西前殲滅的企圖則並未達成，且相較於1941年，波克顯得極為注意其側翼的安全，德軍進展速度頗慢，希特勒對此感到不耐煩。7月3日波克與希特勒會面，後者向其提出攻擊沃羅涅日的要求，以確保德軍北翼之安全，希特勒雖答應，但要求波克不要在人力和時間上作「不必要的浪費」，因為德軍攻擊重點將在史達林格勒和高加索。然而7月5日在波克派遣兩個師輕易攻下沃羅涅日後，隨遭到蘇軍的強烈逆襲，致使波克決定再派第40裝甲軍的兩個師去沃羅涅日，他估計幾天內便能肅清當地的蘇軍，以不致重演1941年秋季中央集團軍逼近莫斯科時南翼受到威脅的事，但希特勒對於波克增援兩個師這舉動極為惱火，他立即命令波克抽回兵力，但因為幾天前希特勒才批准過，且因為存有多次希特勒接受波克既成事實的決定，波克便決定不理其撤銷前令的指示，繼續攻擊，希特勒更加憤怒。7月7日希特勒將南方集團軍分為A集團軍與B集團軍兩部，波克指揮後者，前者由李斯特元帥指揮。7月13日波克接到了凱特爾的通知，前者B集團軍的指揮權被希特勒所解除，由魏克斯繼任，波克問其理由為何，而凱特爾的答覆則包括健康和沃羅涅日兩事，且不願多談，波克雖繼續爭辯但於事無補。7月15日波克將指揮權交出，就此結束了其45年的軍事生涯。
波克被解職後希特勒私下和許蒙特表示，他仍舊是很欣賞波克，但他現在需要的是完全服從命令的指揮官。

### 受冷落與死亡

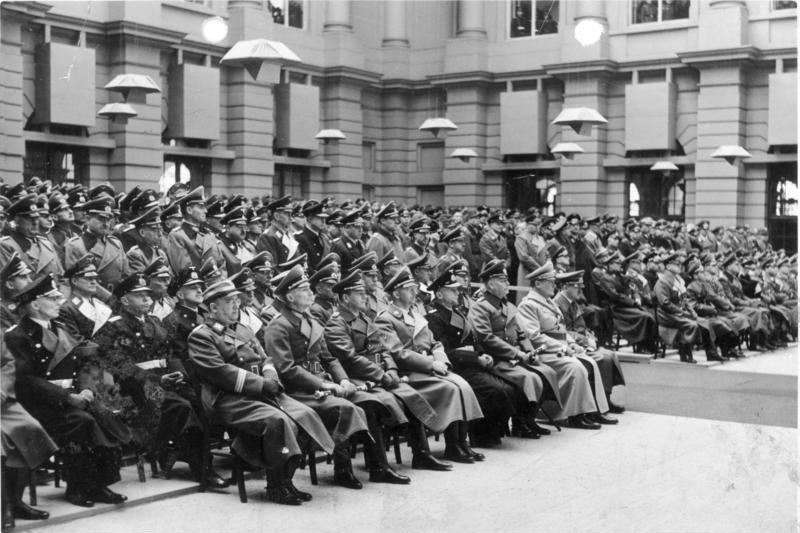
1943年3月21日德國「國殤紀念日」，波克出席柏林的展覽會（前排左數第二位）

被解除職務後，波克並未就此放棄其軍事生涯，他多次嘗試與希特勒聯絡與接觸，但常得到的答覆不是希特勒沒空，就是正有事外出。由於無事可作，波克常外出散步，但一次接到來自「保安警察」一位高級官員的通知，他有禮地告誡波克在未獲得進一步指示前，請不要外出以免被人所認，否則將採取令波克不愉快的措施使他遵從。此後波克長時間待在自家公寓中，透過報紙和收音機獲得戰事發展的消息，還從侍從軍官處拿到1942年1月至7月間的南方集團軍作戰紀錄加以研究，寫了許多信至最高統帥部，但都未獲得回應。久而久之，波克也認定他將不再有獲得重大職位的可能了。
1942年9月5日《帝國》報於封面刊登了波克的照片，並報導他正指揮德軍進攻史達林格勒一事，之後整整1個月，其他德國報紙和無線電台也正播放著類似的新聞，世界上其他媒體也報導著波克於蘇聯南方作戰之事，如《時代》9月21日期亦以波克為封面報導此事。波克發現這幾張刊登出的照片實際上是1942年6月他仍是南方集團軍司令時所拍攝的，他對此表示：「真是活見鬼，這好像是在閱讀自己的訃文」，到了10月英國報紙對波克事件產生懷疑，登出文章報導其因對蘇戰爭戰略戰術而和希特勒爭執，進而被免職，並寫道：「此乃象徵德國軍權的沒落」。儘管德國報紙迅速地否認此事，但世界其他媒體也報出波克目前行蹤的揣測，有說他已被殺、被關入集中營、在柏林街頭散步，瑞士報紙還稱波克去了日本。
史達林格勒戰役結束後，波克一直待在柏林，少數人與他主動聯繫，其中一位為前陸軍參謀長路德維希·貝克大將，他試圖說服波克加入其集團，促使德國停止戰爭，而波克以此舉將構成叛國罪、引發內戰而婉拒。1943年3月21日德國慶祝「休戰紀念日」，波克接到最高統帥部的邀請而出席於柏林舉辦的展覽會，這也是最後一次波克與希特勒的會面。1944年7月20日德國發生推翻希特勒政權的政變（史称720密謀案），波克對密謀集團極為鄙視，他寫道：「他們是否知道只是在毀滅自己？這並非拯救德國之道」，在大量被捕的軍官中還包括了波克的姪子海寧·馮·崔斯考、波克的两位前副官卡爾·漢斯·馮·哈登堡伯爵與海因里希·馮·倫道夫-斯坦諾特伯爵。
1945年初蘇軍攻入東普魯士，波克便離開該地，改居於柏林以北的普里茨瓦尔克一地。4月28日波克接到曼斯坦元帥的電報，告知波克如果情況許可，請前往漢堡，當地將成立由卡爾·鄧尼茲海軍元帥領導的「弗倫斯堡」新政府。波克連同妻女乘車前往當地，5月2日時已抵達漢堡附近的施瓦岑貝克，與曼斯坦會面。5月3日波克抵達霍爾斯坦的倫薩恩一帶（現今207快道處），乘車時遭到英軍戰鬥轟炸機的掃射，駕駛瓦爾特·卡倫尼克（Walter Kallinich）、波克之妻、繼女卡琳（Karin）和她朋友英格麗特·加爾（Ingrid Jahr）當場死亡，而波克身中槍傷與嚴重的燒傷，車輛也傾覆於溝中，一支路過的德軍車隊將波克送往歐登堡的海軍醫院，而曼斯坦和波克16歲的繼子丁尼斯（Dinnies）趕到醫院。5月4日波克委託曼斯坦照顧他的繼子，並向前者說道：「曼斯坦，拯救德國」，凌晨4點20分波克辭世，享年64歲。4天後德國無條件投降，波克為納粹德國中唯一被盟軍擊斃的元帥。波克被葬於伦桑的聖卡勒里納（St Catharina）墓園，一旁為妻子的墓地。

## 军事才能與評價

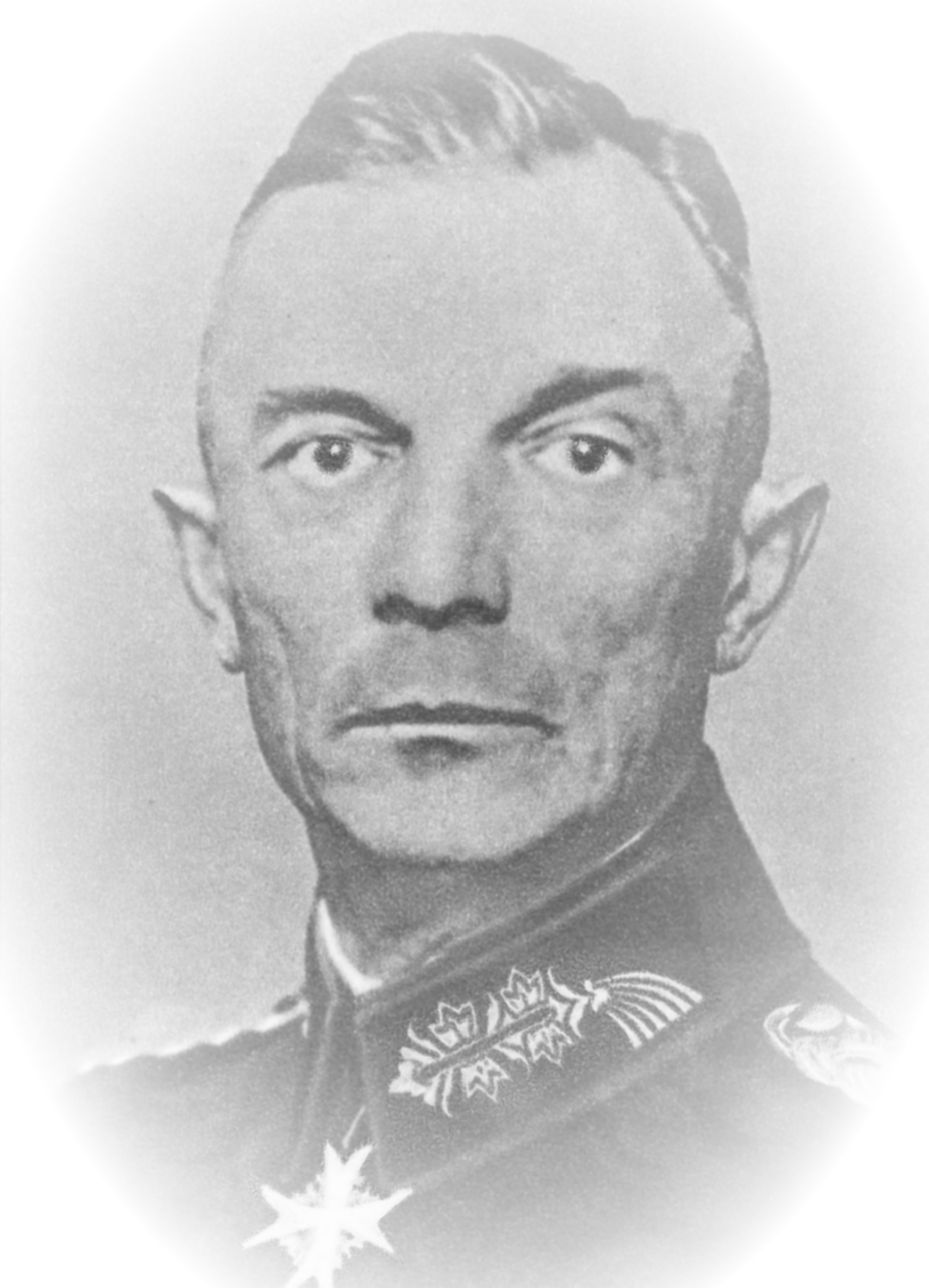
波克於1941年時的照片

波克的軍事能力被軍事歷史學家評為「保守」的，提倡閃擊戰的年輕德國將領亦認為波克是舊式軍人，後者也曾對使用裝甲縱隊深入敵軍領土的作法多次表示懷疑，他爭論說這樣將使攻擊者兩翼暴露於敵人，陷入危險之下，因而他傾向廣大正面的攻擊，即使在大為成功的西線戰役後，波克也並未改變其看法，但到了巴巴羅薩作戰時，波克已接受古德林的新一派裝甲戰運用方式。軍事歷史學家肯尼茲·麥可塞在其著作中提及蘇德戰爭前蘇軍裝甲部隊指揮官水準時表示：「在德軍諸多優異的裝甲戰將領中，波克與古德林無異是『人中之龍』。」波克並非是一位軍事天才型的將領，但其帶兵能力受到肯定。布魯門特里特於回憶錄中評價波克為「我國第一流的軍事智囊人物，同倫德斯特和曼斯坦，具有指揮大規模作戰的才幹。」理查德·布雷特-史密斯（Richard Brett-Smith）則評價波克屬於冷酷、僵化、刻板印象的普魯士軍人的典型，可說就像是戴著眼罩工作，即使其不同意，但對他而言命令就是一切，而由於缺乏靈活性與創造力，加上像布勞齊區一樣未能挺身反對希特勒的愚蠢命令，使他無法躋身名將之列。然而波克曾多次取得重大的決定性勝利，以驚人效率與魄力輕鬆統率大批精銳部隊，以及同僚們（令人意外的是包含希特勒在內）在他被解職前後始終對其表示敬重——這些都再再顯示波克即使屬於二流將領，也在其中屬於頂尖人物。
性格上，波克無疑是傳統而保守的普魯士軍官、軍國主義者，也是德軍中頗擅長演說的軍官，因為其慷慨激昂的表現，被人冠以「屈斯特林的聖火」的綽號，他的私生活極為嚴肅且刻苦耐勞，有資料指出他常連續工作好幾天而不吃飯，另外還被描述為「與生俱來的腓特烈普魯士主義性格」、「暴力的國家主義者，有嚴格的紀律意識，只知道加強其部隊及提昇自己的軍人生涯。」波克不是優秀的理論家，但他責任感非常強烈，在他為母校向軍校學生演講時總是提到：「一位德意志軍人最大的榮譽就是為祖國戰死沙場。」因為這個理念，波克多了個「垂死者」（Der Sterber）的暱稱。另外，波克也以性格高傲、冷漠、欠缺幽默感、野心勃勃、與同僚不合著稱，歷史學家塞繆爾·米查姆寫道：「波克有種使人憤怒的個人特質，鮮少與人和諧相處……他不喜歡納粹份子、痛恨奧地利人以及不分國籍、藐視所有的平民……對於布勞齊區任職陸軍總司令，就波克來看是個錯誤，在他心中只有一人能適任該職位，那就是費多爾·馮·波克。」儘管波克被認為是一名難以相處的上司，但在特定場合下也會維護下屬，如格奧爾格·施圖姆與漢斯·馮·博因堡-倫斯菲爾德兩人因為一次攜帶秘密文件的飛機墜毀、使機密落入敵手而受到懲罰時力保。波克傳記作者阿爾弗雷德·W·圖倫尼（Alfred W. Turney）則在其著作序言中如此總結：「在第二次世界大戰將近結束之際，波克的橫死，可以說普魯士貴族軍國主義也差不多同時暴亡。」
波克是君主主義者、鄙視納粹主義，也從不參與政治活動，也不將納粹黨的高級官員放在眼裡，如1938年德國空軍總司令、納粹黨高官的赫爾曼·戈林曾於一次宴會上與波克接觸，戈林本人同波克一樣，曾於一次大戰因為英勇表現獲得功勳勳章，他對波克表示擁有此勳章者都是他的朋友，而波克則以冷漠的態度回應：「有著同樣的勳章，不能使我們的社會地位是平等的。」至於希特勒，波克長期與其保持著良好的關係，這也使得在前參謀長貝克與大批高級將領在戰前遭希特勒撤職時，波克的地位能保持不墜的原因，但另一方面，波克重視優秀軍人的美德，明確且多次反對希特勒處決所有蘇聯政委與游擊隊的命令，也從未實施過、拒絕將命令往下傳遞。波克不僅要求德軍給予敵軍戰俘人道待遇、嚴厲而公平的對待蘇聯平民，還想說服其與德軍合作，讓他們獲得土地的私有權。對於與蘇聯的戰爭，波克自認德軍的任務不僅是要殲滅其武裝部隊，還要讓蘇聯人民擺脫共產主義。
對於遏止乃至反叛希特勒與納粹政權等相關事件，波克均未參與，如早在1939年11月9日，正值對波蘭戰事勝利，準備西線攻勢時，C集團軍司令里布就曾找倫德斯特與波克來面談，希望藉由三人前線集團軍司令的意見，阻止希特勒的西線攻勢，但波克與倫德斯特均拒絕。在希特勒對法戰爭勝利後，波克更是不願加入反抗集團。然而極其諷刺的是，自對蘇戰爭爆發起，波克的中央集團軍部屬以其單位為中心、發展出了一個結構完整的反納粹勢力，其中心人物即為波克的姪子崔斯考，該人後來在克魯格繼任中央集團軍總司令時，也成為該集團軍的參謀長。在作為波克部屬的期間，崔斯考積極拉攏波克進入反納粹勢力，勸他在希特勒訪問集團軍司令部時將其逮捕，但被其所拒絕，甚至有次崔斯考向波克表示希特勒正將國家引向災難時，後者隨即大聲怒斥：「我不許攻擊元首！」，也曾威脅逮捕密謀成員，然而他也並未通知蓋世太保密謀份子之存在，在這部份，歷史學家傅寶真寫道：「波克本人雖然非常輕視國家社會主義，也厭惡不斷以恐怖手段而增強的流血戰爭。但由於個性不夠明朗，為人謹慎與個性保守，阻止其只要稍微一點頭或舉一個指頭，就可能推翻其所視為禍害歐洲人民與德國本身之災難。然而像大多數的將領向元首做過宣誓的效忠，與保持普魯士軍人傳統及榮譽，對政治採取超然中立的立場一樣，波克也不願意直接介入，對反抗領袖向其接觸的反應是只要反叛成功，一定會加以支持，但其本人卻不願接受失敗之後果。」

## 榮譽
- 德意志帝國 普魯士皇冠勳章：第四級，1911年9月13日授予[33]
- 德意志帝國 鐵十字勳章：二級，1914年9月18日授予[33]
- 德意志帝國 霍亨索倫皇家勳章：騎士佩寶劍級，1916年10月25日授予[33]
- 德意志帝國 鐵十字勳章：一級，1916年10月30日授予[33]
- 德意志帝國 梅克倫堡-什未林大公國軍事十字勳章（Grand Duke of Mecklenburg-Schwerin Sches Militärverdienstkreuz）：二級，1917年8月3日授予[33]
- 德意志帝國 漢堡漢薩十字勳章（Hamburgisches Hanseatenkreuz）：1917年9月19日授予[13]
- 德意志帝國 符騰堡寶劍皇冠騎士十字勳章（Ritterkreuz des Ordens der Württembergischen Krone mit Schwertern）：1918年1月25日授予[13]
- 德意志帝國 不來梅漢薩十字勳章（Bremisches Hanseatenkreuz）：1918年1月30日授予[13]
- 德意志帝國 功勳勳章：1918年4月1日授予[33]
- 德意志帝國 宰林根雄狮佩寶劍騎士勋章（Ritterkreuz I. Klasse des Grossherzoglich Badischen Ordens vom Zähringer Löwen mit Schwertern）：一級，1918年10月1日授予[13]
- 奧匈帝國 軍功十字勳章（Militärverdienstkreuz）：第三級，1915年6月24日授予[33]
- 奧匈帝國 鐵冠勳章（Kaiserliche Orden Krone der Eisernen）：第三級，1917年2月9日授予[33]
- 威瑪共和國 普魯士王國服役十字勳章：1920年3月授予[33]
- 威瑪共和國 西里西亞鷹十字勳章：二級與一級，1921年4月15日授予[33]
- 納粹德國 榮譽戰鬥十字勳章（Ehrenkreuz für Frontkämpfer，又名「1914/1918年世界大戰榮譽十字勳章」（Das Ehrenkreuz des Weltkriegs 1914/1918））：1934年12月14日授予[33][13]
- 納粹德國 國防軍長期服役勳章（Wehrmacht-Dienstauszeichnung）：第四級到第一級，1936年10月2日授予[13]
- 納粹德國 苏台德纪念章
- 納粹德國 德奧合併纪念章
- 納粹德國 橡葉國防軍長期服役勳章（Eichenlaub zur Wehrmacht-Dienstauszeichnung）：第一級，1939年9月12日授予[13]
- 納粹德國 騎士鐵十字勳章，1939年9月30日被授予[1]
- 南斯拉夫王國 皇冠勳章：第一級，1939年6月1日授予[13]
- 保加利亞王國 皇家軍功勳章：指揮官十字級，1918年8月2日授予[13]
- 義大利王國 皇冠勳章：大軍官級，1940年8月27日被授予[13]
- 羅馬尼亞王國 米歇爾英勇勳章（Ordinul Mihai Viteazul）：第三級與第二級，1942年7月29日被授予[13]
- 羅馬尼亞王國 米歇爾英勇勳章：第一級，1942年9月1日被授予[13]
- 匈牙利王國 皇家軍功勳章：佩寶劍大十字級，1942年11月27日被授予[13]
- 五次於國防軍日報上被提及（1941年8月7日、1941年9月19日、1941年10月18日、1941年10月19日和1942年5月30日）[1]

## 註腳
1. 1 2 3  World War 2 Awards
2. ↑  Turney 1972，第8頁
3. ↑  Turney 1972，第1頁
4. 1 2 3  山崎雅弘 2009，第80頁
5. 1 2 3 4 5 6 7  Johnston 1996，第13頁
6. 1 2  Johnston 1996，第12頁
7. ↑  Mitcham 2010，第37頁
8. ↑  GeneaNet - 3
9. 1 2 3  Дивизия Ваффен СС - 1
10. ↑  Mitcham 2000，第276頁
11. 1 2  Turney 1972，第2頁
12. 1 2 3  Turney 1972，第3頁
13. 1 2 3 4 5 6 7 8 9 10 11 12 13 14 15 16 17 18 19 20 21 22 23 24 25  Geocities
14. 1 2 3 4 5  Johnston 1996，第14頁
15. 1 2 3  Turney 1972，第4頁
16. 1 2 3  Mitcham 2010，第38頁
17. 1 2 3 4  Turney 1972，第5頁
18. ↑  山崎雅弘 2009，第81頁
19. 1 2 3 4 5  Mitcham 2000，第36頁
20. 1 2  Johnston 1996，第558頁
21. 1 2 3  山崎雅弘 2009，第82頁
22. 1 2  Johnston 1996，第15頁
23. ↑  Wheeler-Bennett 1967，第92-93頁
24. ↑  Wheeler-Bennett 1967，第93頁
25. ↑  Mitcham 2010，第39頁
26. 1 2  Wheeler-Bennett 1967，第93-94頁
27. ↑  Wheeler-Bennett 1967，第112頁
28. 1 2 3 4 5  Mitcham 2000，第37頁
29. 1 2  Wbs.ne
30. ↑  GeneaNet - 4
31. 1 2  Turney 1972，第10頁
32. 1 2 3 4  Mitcham 2000，第39頁
33. 1 2 3 4 5 6 7 8 9 10 11 12  Desertwar.net
34. 1 2  Дивизия Ваффен СС - 2
35. 1 2 3 4  Turney 1972，第19頁
36. 1 2  山崎雅弘 2009，第83頁
37. ↑  Johnston 1996，第153-154頁
38. ↑  Life Magazine
39. 1 2  Mitcham 2010，第40頁
40. ↑  Turney 1972，第15頁
41. 1 2  Turney 1972，第20頁
42. ↑  Turney 1972，第21頁
43. ↑  Бок, Федор фон
44. ↑  Turney 1972，第23頁
45. ↑  滕昕雲 2003，第301頁
46. ↑  Turney 1972，第25頁
47. ↑  Turney 1972，第25-26頁
48. 1 2  Johnston 1996，第197頁
49. ↑  Johnston 1996，第198頁
50. ↑  Warlimont 1991，第162頁
51. ↑  Turney 1972，第40頁
52. ↑  。Turney 1972，第42頁
53. 1 2  Ailsby 2009，第42頁
54. ↑  Turney 1972，第49頁
55. ↑  Turney 1972，第50頁
56. ↑  Turney 1972，第52頁
57. 1 2  Turney 1972，第53頁
58. ↑  Guderian 2001，第217頁
59. ↑  Ailsby 2009，第54-55頁
60. 1 2 3  Turney 1972，第56頁
61. 1 2  Turney 1972，第57頁
62. ↑  Turney 1972，第62頁
63. ↑  Turney 1972，第63頁
64. ↑  Ailsby 2009，第63頁
65. ↑  Turney 1972，第66頁
66. ↑  Ailsby 2009，第64頁
67. ↑  Turney 1972，第72頁
68. ↑  Turney 1972，第73頁
69. ↑  Turney 1972，第81頁
70. ↑  Turney 1972，第85頁
71. ↑  Turney 1972，第87頁
72. ↑  Kirchubel 2007，第68頁
73. ↑  Turney 1972，第107頁
74. ↑  Turney 1972，第112頁
75. ↑  Turney 1972，第123頁
76. ↑  Turney 1972，第129頁
77. ↑  Turney 1972，第130頁
78. ↑  Turney 1972，第132頁
79. 1 2  Turney 1972，第137-138頁
80. ↑  Turney 1972，第141頁
81. 1 2  德國軍事研究協會 2003，第226-227頁
82. ↑  Turney 1972，第149頁
83. ↑  Turney 1972，第155頁
84. ↑  Turney 1972，第156頁
85. 1 2 3  Turney 1972，第157-162頁
86. 1 2 3  Turney 1972，第161、163、166頁
87. ↑  Boog, Rahn & Stumpf 2001，第942-944頁
88. ↑  Mitcham 2000，第42頁
89. 1 2 3 4 5  Mitcham 2000，第43頁
90. ↑  Turney 1972，第180頁
91. ↑  Turney 1972，第182頁
92. 1 2  Turney 1972，第183-185頁
93. ↑  Turney 1972，第187頁
94. ↑  Turney 1972，第188頁
95. ↑  TIME - Cover
96. 1 2  Turney 1972，第189頁
97. ↑  Turney 1972，第190頁
98. ↑  Turney 1972，第191頁
99. ↑  Turney 1972，第192頁
100. ↑  Gedenkstätte Deutscher Widerstand
101. ↑  傅寶真 2002，第345頁
102. 1 2 3  Turney 1972，第193-194頁
103. ↑  Johnston 1996，第26頁
104. 1 2 3  Ritterkreuzträger
105. ↑  Johnston 1996，第27頁
106. ↑  Kulturportal-west-ost
107. ↑  Ahoy.tk-jk
108. ↑  WW2gravestone
109. ↑  Anders 1994，第70頁
110. ↑  Turney 1972，第26頁
111. ↑  Macksey 1997，第75頁
112. ↑  Kreipe et al. 1982，第48頁
113. ↑  Brett-Smith 1976，第84頁
114. 1 2  Turney 1972，第3-5頁
115. 1 2  Mitcham 2000，第35頁
116. ↑  Ailsby 2009，第29頁
117. ↑  TIME - 1942
118. 1 2  Brett-Smith 1976，第83頁
119. ↑  Turney 1972，第7頁（序章）
120. ↑  Turney 1972，第7-8頁
121. 1 2  Turney 1972，第66、69頁
122. ↑  Mitcham 2000，第47頁
123. 1 2  Shirer 1998，第1342頁
124. ↑  World War II Database
125. ↑  傅寶真 2002，第253頁

### 圖書
- （中文）Anders, Wladyslaw, , 麥田出版, 1994 [1953], ISBN 957-708-192-4
- （中文）Turney, Alfred W., , 國防部編譯局, 1972 [1970]
- （中文）Guderian, Heinz, , 星光出版社, 2001 [1953], ISBN 9576771781
- （中文）Shirer, William L., , 麥田出版, 1998 [1960], ISBN 957-708-706-X
- （中文）德國軍事研究協會, , 星光出版社, 2003 [1965], ISBN 9576771862
- （中文）傅寶真, , 台北：台灣民生出版有限公司, 2002, ISBN 957-98174-1-3
- （中文）Kreipe, Werner; Blumentritt, Günther; Bayerlein, Fritz; Zeitzler, Kurt, , 北京：商務印書館, 1982 [1968]
- （中文）Ailsby, Christopher, , 風格司藝術創作坊, 2009 [2001], ISBN 978-986-84311-8-8
- （英文）Brett-Smith, Richard, , Osprey Pub., 1976, ISBN 9780850450736, OCLC 2745078
- （中文）E. Moll, Otto, , 黎明文化事業出版, 1979 [1961]
- （中文）滕昕雲, , 老戰友工作室出版社, 2003, ISBN 957-30497-7-5
- （中文）Macksey, Kenneth, , 絲路出版社, 1997 [1987], ISBN 957-787-091-0
- （日語）山崎雅弘, , 学研M文庫, 2009, ISBN 978-4059012351
- （英文）Kirchubel, Robert, , Osprey Publishing, 2007, ISBN 978-1-84603-107-6
- （英文）Boog, Horst; Rahn, Werner; Stumpf, Reinhard, , Oxford University Press, 2001, ISBN 0-198-228-880
- （英文）Wheeler-Bennett, John, , London: Macmillan, 1967
- （英文）Mitcham, Samuel W., , Cooper Square, 2000, ISBN 0-8154-1131-6
- （英文）Mitcham, Samuel W., , Casemate Publishers, 2010, ISBN 1-935-149-156
- （英文）Warlimont, Walter, , Presidio, 1991 [1962], ISBN 0-89141-514-9
- （英文）Johnston, David, , Schiffer, 1996, ISBN 0-7643-0075-X

### 線上資料
- （德文）. ritterkreuztraeger-1939-45.de.   [2012-10-11]. （原始内容存档于2011-12-28）.
- （德文）. kulturportal-west-ost.eu.   [2012-10-11].
- （英文）. gw3.geneanet.org.   [2012-10-17].
- （英文）. geocities.com.   [2012-03-27]. （原始内容存档于2009-10-19）.
- （英文）. Life Magazine.   [2009-04-14]. （原始内容存档于2011-06-03）.
- （英文）. gw4.geneanet.org.   [2012-10-12].
- （英文）. Gedenkstätte Deutscher Widerstand.   [2012-10-11]. （原始内容存档于2016-03-04）.
- （英文）. ahoy.tk-jk.net.   [2012-10-11]. （原始内容存档于2013-06-21）.
- （英文）. ww2gravestone.com.   [2012-10-11]. （原始内容存档于2012-01-11）.
- （英文）. time.com.   [2012-03-06]. （原始内容存档于2013-08-25）.
- （英文）. ww2db.com.   [2012-04-02]. （原始内容存档于2021-02-25）.
- （英文）. desertwar.net.   [2012-10-11]. （原始内容存档于2021-02-13）.
- （英文）. time.com.   [2012-10-11]. （原始内容存档于2009-01-09）.
- （英文）. time.com.   [2012-10-11]. （原始内容存档于2013-08-25）.
- （日語）. wbs.ne.jp.   [2012-03-06]. （原始内容存档于2014-10-21）.
- （俄文）. Дивизия Ваффен СС.   [2012-10-11]. （原始内容存档于2011-08-29）.
- （俄文）. Дивизия Ваффен СС.   [2012-03-27]. （原始内容存档于2012-04-12）.
- （俄文）. 3reich.ru.   [2012-03-27]. （原始内容存档于2012-09-26）.

| 军职                        | 军职                                           | 军职                            |
| --------------------------- | ---------------------------------------------- | ------------------------------- |
| 前任： 新創單位             | 北方集團軍總司令 1939年8月27日 – 1939年10月5日 | 繼任： 威廉·馮·李布元帥         |
| 前任： 改名自北方集團軍     | B集團軍總司令 1939年10月12日 – 1941年6月20日   | 繼任： 改名為中央集團軍         |
| 前任： 改名自中央集團軍     | 中央集團軍總司令 1941年6月21日至12月18日       | 繼任： 君特·馮·克魯格元帥       |
| 前任： 瓦爾特·馮·賴歇瑙元帥 | 南方集團軍總司令 1942年1月18日至7月9日         | 繼任： 被拆分為A集團軍與B集團軍 |
| 前任： 拆分自南方集團軍     | B集團軍總司令 1942年7月9日至7月15日            | 繼任： 馬克西米連·馮·魏克斯大將 |
| 奖项与成就                  |                                                |                                 |
| 前任者： 克劳德·奥金莱克    | 時代雜誌封面人物 1941年12月8日                 | 繼任者： 哈斯本·E·金梅爾        |
| 前任者： 哈羅德·亞歷山大    | 時代雜誌封面人物 1942年9月21日                 | 繼任者： 威廉·法蘭西斯·吉布斯   |